# Tasciaca
Vous lisez un « article de qualité » labellisé en 2020.
Tasciaca était un vicus (agglomération secondaire) antique, caractérisé par un ensemble d'aménagements gallo-romains situés dans les communes de Thésée, Pouillé et Monthou-sur-Cher, de part et d’autre du Cher, dans le département français de Loir-et-Cher en région Centre-Val de Loire.
Le nom de Tasciaca apparaît sur la table de Peutinger ; il désigne une étape sur l'itinéraire d'Avaricum (Bourges) à Caesarodunum (Tours). L'agglomération, à la limite des civitates des Turons, des Carnutes et des Bituriges Cubes, semble se développer dès le début de notre ère ; elle est très active sous le Haut-Empire avec une importante production de céramique commune, de verrerie et d'objets métalliques avant de décliner à partir du IIIe siècle, sans toutefois être totalement délaissée sous les Mérovingiens.
Le site comprend sur la rive gauche du Cher un fanum, un bassin au rôle peut-être religieux et au moins un puits, une quarantaine de fours de potiers dont les productions de céramique se retrouvent dans plusieurs sites archéologiques en région Centre-Val de Loire, mais aussi d’autres aménagements à la fonction moins bien attestée comme des bâtiments aux multiples salles, plusieurs gués (même s'ils ne sont pas datables), peut-être deux appontements et un pont hypothétique dans le lit du Cher. L'élément le plus connu du site est toutefois le complexe des Mazelles (ou Maselles), ensemble monumental de bâtiments sur la rive droite du Cher, peut-être lié à la navigation sur la rivière ou au trafic routier et dont le plus grand édifice a une emprise au sol de près de cinquante mètres de long sur une vingtaine de large. D'autres vestiges, dont peut-être un temple, identifiés au début des années 2000 à l'ouest du site jusqu'alors localisé à Thésée et Pouillé, montrent que Tasciaca semble en fait s'étendre à la commune voisine de Monthou-sur-Cher, vers l'aval, et s'étirer sur plus de deux kilomètres le long du Cher. Tout reste à découvrir du cœur de cette agglomération, de ses bâtiments publics et de sa ou ses fonctions.
Les ruines romaines des Mazelles, propriété du conseil départemental de Loir-et-Cher, sont classées comme monument historique dans la liste de 1840. Le secteur du fanum et des fours, à Pouillé, appartenant à la même collectivité territoriale, se trouve dans une zone archéologique protégée, mais certains de ses vestiges sont dans un état de dégradation avancé.

## Contexte géographique et historique

### Une vallée fluviatile entre deux coteaux calcaires

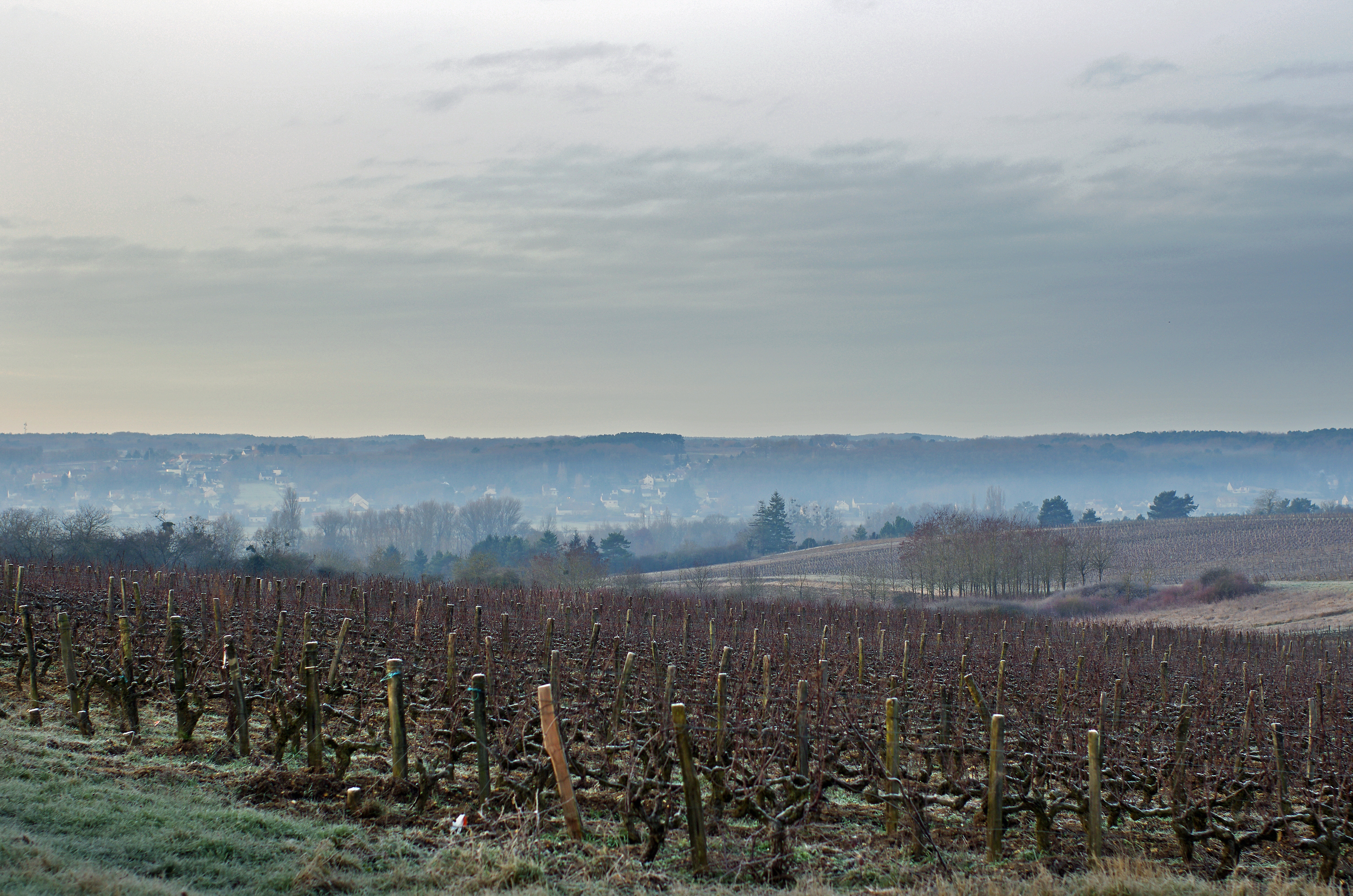
La vallée du Cher à Thésée.

Le site de Tasciaca est localisé dans la vallée du Cher, canalisé au XIXe siècle, et qui mesure à ce niveau environ 50 m de large. Cette vallée, composée d'alluvions quaternaires apportées par le Cher, entaille profondément le plateau calcaire (Turonien et époques postérieures) qui se développe à une altitude d'environ 80 m en limite nord de Thésée ainsi que vers Pouillé au sud, quand la vallée s'établit à 65 m au niveau du site archéologique de Pouillé et s'abaisse à 61 m à Monthou-sur-Cher,. Entre la D 176 au nord et la D 17 au sud, la vallée mesure environ 1,3 km de large au niveau du site. Thésée est en outre implantée au confluent du Cher et de la Renne, petit affluent de rive droite prenant sa source sur la commune de Sassay.

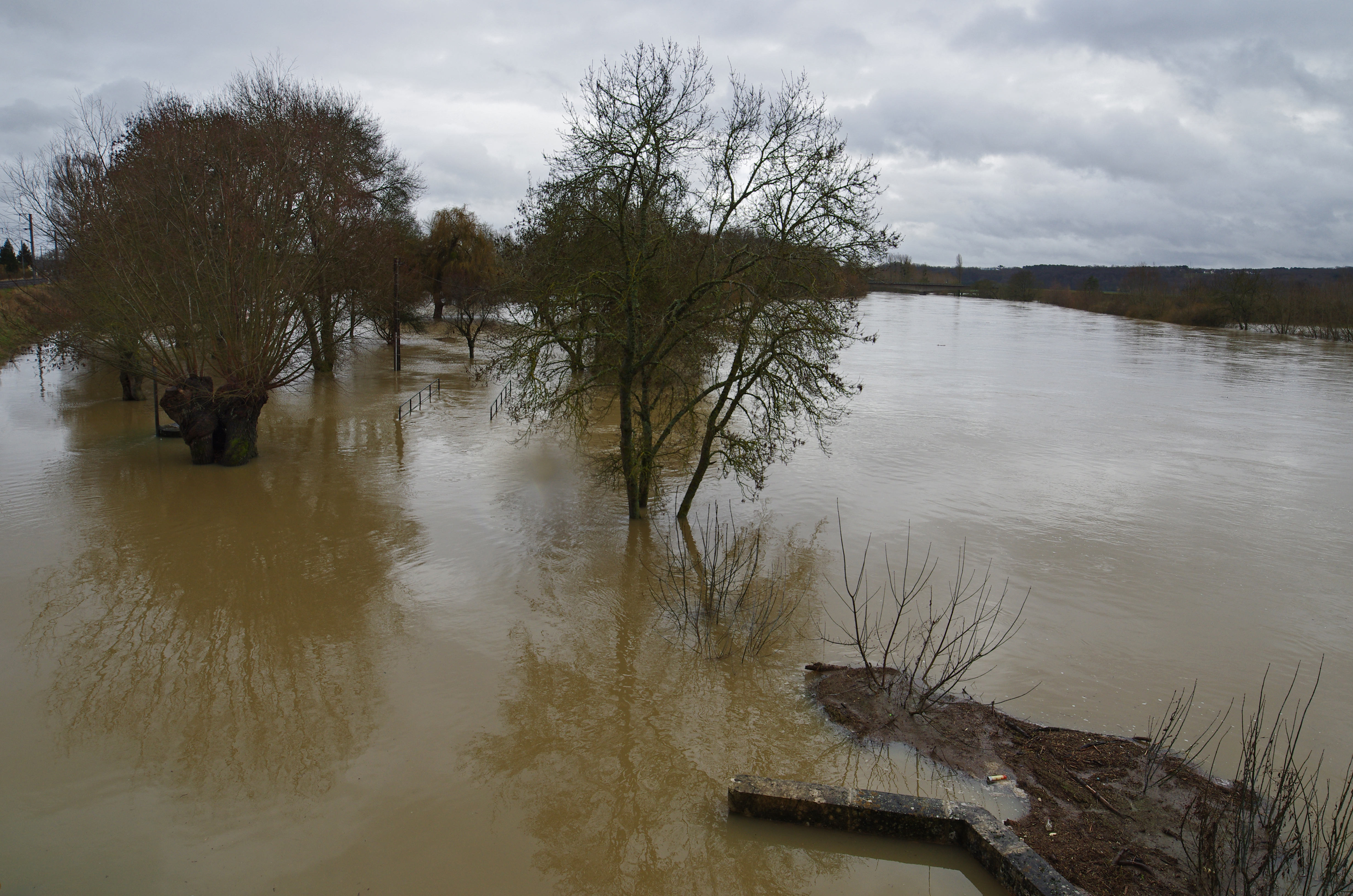
Le Cher en crue à Thésée en 2013.

Ces caractéristiques géologiques permettent de trouver sur place les matériaux utilisés dans l'Antiquité : sable dans la vallée, chaux et roches calcaires en partie inférieure des coteaux pour les constructions, argile de décalcification sur les hauts flancs des coteaux ou dans le fond des vallées, sous les alluvions pour la poterie,.
Les vestiges sont localisés dans la vallée, mais également à l'amorce des pentes des coteaux de rive, sur trois noyaux différents : Monthou-sur-Cher (le Moulin du Ru), Pouillé (les Bordes et la Soler) et Thésée (le Grand Cimetière et le bourg, se prolongeant vers l'ouest jusqu'aux Mazelles après une interruption de plusieurs centaines de mètres). Si certains secteurs de la vallée sont régulièrement inondés au XXIe siècle, il semble que dans l'Antiquité ces terrains étaient moins sujets aux crues, le niveau moyen du Cher non canalisé étant alors plus bas.

### Un site stratégique aux confins de plusieurs territoires

Tasciaca dans la civitas des Turones ' ; le département d'Indre-et-Loire figure en '.

Sous l'Empire romain, la navigation fluviale est un mode de transport privilégié ; elle est relayée et accompagnée par un réseau routier dont une part importante, dans les territoires gaulois, est héritée d'avant la conquête. La vallée du Cher se trouve sur un axe important qui, depuis Lugdunum (Lyon) en passant par Bourges, permet d’atteindre les côtes de l'océan Atlantique et de la Manche.
Le site de Tasciaca s'étend sur les deux rives du Cher. Or, depuis le Moyen Âge, la rivière marque la limite de plusieurs diocèses : les paroisses situées sur la rive droite du Cher relèvent du diocèse d'Orléans, celles de la rive gauche du diocèse de Tours. Ces diocèses reprennent généralement les limites des civitates de l'administration romaine dans l'Antiquité. Dans cette hypothèse, la partie nord du site aurait appartenu à la civitas des Carnutes puis, plus tard, des Aureliani, alors que la partie sud aurait fait partie de la civitas des Turones. Pourtant, et bien que n'ayant aucune certitude à ce sujet, les chercheurs s'accordent pour intégrer volontiers l'ensemble du site de Tasciaca au territoire turon,.
Quoi qu'il en soit, l'agglomération occupe à l'évidence une position géographique particulière, spécificité renforcée par la proximité de la limite territoriale du puissant peuple des Bituriges Cubes : les territoires des Turones, des Carnutes et des Aureliani appartiennent à la province de la Gaule lyonnaise, celui des Bituriges Cubes à la Gaule aquitaine.

### Une étape sur la table de Peutinger

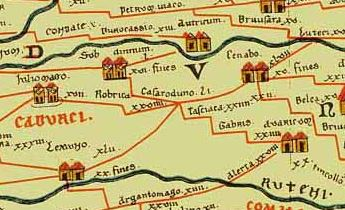
Extrait de la table de Peutinger mentionnant Tasciaca.

La table de Peutinger est un parchemin médiéval, copie plusieurs fois actualisée d'un document antique, qui représente les principaux itinéraires de l'Empire romain et les étapes sur les trajets d'une ville à l'autre. Sur l'itinéraire d'Avaricum (Bourges) à Casaroduno (pour Caesarodunum, Tours), qui suit selon toute vraisemblance la vallée du Cher depuis Foëcy, la consonance des noms ainsi que les distances mentionnées, malgré des divergences d'interprétation pouvant provenir d'erreurs commises par les copistes de la table de Peutinger, permettent d'assimiler la station de Tasciaca à Thésée, la station située à droite sur le même itinéraire et notée Gabris désignant très probablement Gièvres et/ou Chabris.
Pour l'historien Jean Martin-Demézil, le nom de Tasciaca pourrait provenir d'un toponyme gallo-romain et du suffixe -acum, l'ensemble étant décliné au pluriel. Pour Albert Dauzat et Charles Rostaing, il faut y voir l'anthroponyme latin Tatius avec le même suffixe -acum.

### Des sites antiques de part et d'autre deTasciacadans la vallée du Cher
Les vestiges de Tasciaca ne sont pas les seules attestations de la présence humaine dans cette partie de la vallée du Cher dans l'Antiquité. Même si les signalements, en majorité du milieu du XIXe siècle et parfois géographiquement imprécis, doivent être interprétés avec prudence, ils témoignent d'une occupation dense de la vallée.
À Saint-Romain-sur-Cher, à 4 km en amont de Thésée, sur la même rive du Cher, un village-rue est occupé au moins depuis Auguste jusqu'à la fin du IIe siècle avec plus de dix bâtiments et des thermes privés, des ateliers artisanaux et peut-être un mausolée, organisés de part et d'autre d'une voie,.
Dans le bourg de Pouillé, au sud du pôle artisanal de Tasciaca, un aqueduc, des sépultures et des vestiges de constructions enfouies sont signalés au XIXe siècle. À Angé ainsi qu'à Bourré, une occupation antique est certaine (villa et/ou nécropole, possible temple),, ; en amont de Pouillé, à Mareuil-sur-Cher, des auteurs du XIXe siècle attribuent des vestiges de thermes privés à une grande villa, peut-être accompagnée d'une nécropole, mais la fiabilité de cette information, ancienne et mal documentée, est faible.

## Repères chronologiques

### Une vallée occupée dès le Mésolithique

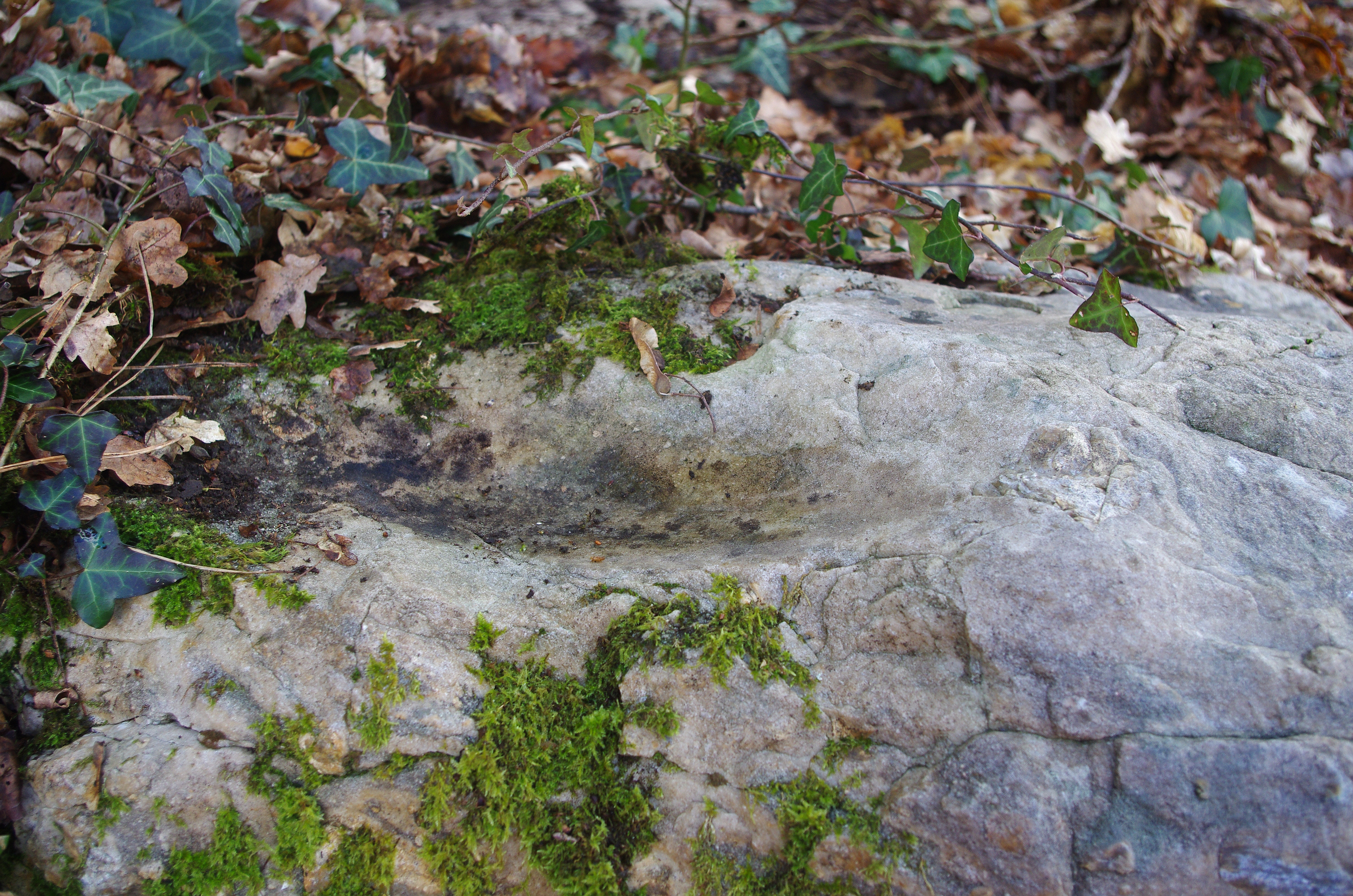
L'un des polissoirs de la Crémaillère (Monthou-sur-Cher).

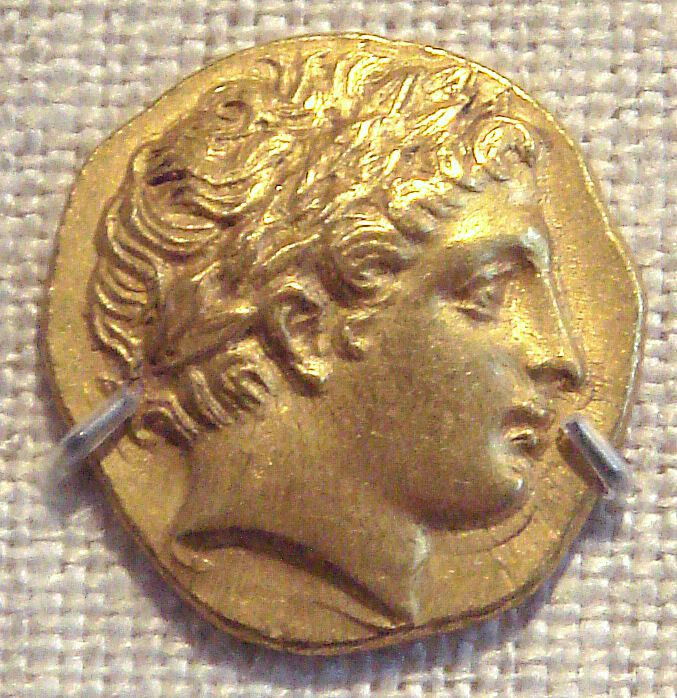
Statère de Philippe II de Macédoine, type ayant servi de modèle aux copies gauloises, dont celles trouvées à Thésée.

Les fouilles réalisées aux Mazelles ont démontré une occupation mésolithique du site, en livrant quelques outils.
Plus largement, une occupation humaine au Néolithique dans la vallée du Cher semble attestée par le signalement de polissoirs, dolmens, menhirs et cromlechs à Monthou-sur-Cher, Pouillé et Thésée, mais ces témoignages ont tous disparu au XXIe siècle ; il n'est cependant pas certain que tous aient réellement existé, la fiabilité de certaines sources du XIXe siècle n'étant pas assurée. Les polissoirs de la Crémaillère, à Monthou-sur-Cher, en revanche, subsistent. En préalable à la construction de l'autoroute A 85, des fouilles préventives, en limite de Thésée et de Mareuil-sur-Cher, ont révélé l'existence d'habitats néolithiques dont l'occupation se poursuit à l'âge du bronze.
Des monnaies en or, imitations de statères grecques (sur le territoire de la commune de Thésée mais non localisées) et de tessons de céramiques ou d'amphores (sur le site des Bordes à Pouillé), sont datables de La Tène. Sur la rive gauche de la rivière, à Angé, à l'ouest de Pouillé, une ferme gauloise est identifiée.

### L'apogée sous le Haut-Empire romain
Le début de la période augustéenne est mal documenté (une monnaie à l'effigie de l'empereur est retrouvée), mais, dès les premières décennies du Ier siècle, le commerce et l'artisanat se développent de manière importante et simultanée sur l'ensemble du site, bien que les rapports entre les trois principaux pôles d'occupation (Monthou, Pouillé et Thésée) restent flous. Au siècle suivant, les zones artisanales de Pouillé prennent de l'extension et de nouvelles constructions y remplacent les anciennes, en même temps que les bâtiments des Mazelles sont édifiés. Aucun vestige de monument public n'ayant été découvert, il n'est pas possible de localiser le centre de cette agglomération. Les monnaies découvertes sur place (principalement dans le secteur de Pouillé) confirment que c'est à cette période que Tasciaca connaît son apogée : elles sont datées de l'époque julio-claudienne (27 av. J.-C.-68 ap. J.-C.) pour les plus anciennes, et du règne d'Arcadius (395-408) pour la plus récente, retrouvée aux Mazelles dans un contexte probable d'occupation partielle ou temporaire des bâtiments.
Cette période de forte activité de Tasciaca prend fin au début du IIIe siècle, ce que semble indiquer le petit nombre d'indices archéologiques attribuables à cette époque, mais des populations représentant une élite sociale continuent de fréquenter le site, qui n'est pas totalement délaissé ; certaines personnes frappent même leur monnaie. Il n'est toutefois pas possible d'affirmer que l'ensemble des pôles actifs sous le Haut-Empire continuent à être habités. Ce déclin général est probablement une conséquence de la période d'instabilité que connaît alors l'Empire romain, mais, à Tasciaca comme dans beaucoup d'autres sites, les sources manquent pour l'affirmer.

### L'activité se recentre sur Thésée au Moyen Âge

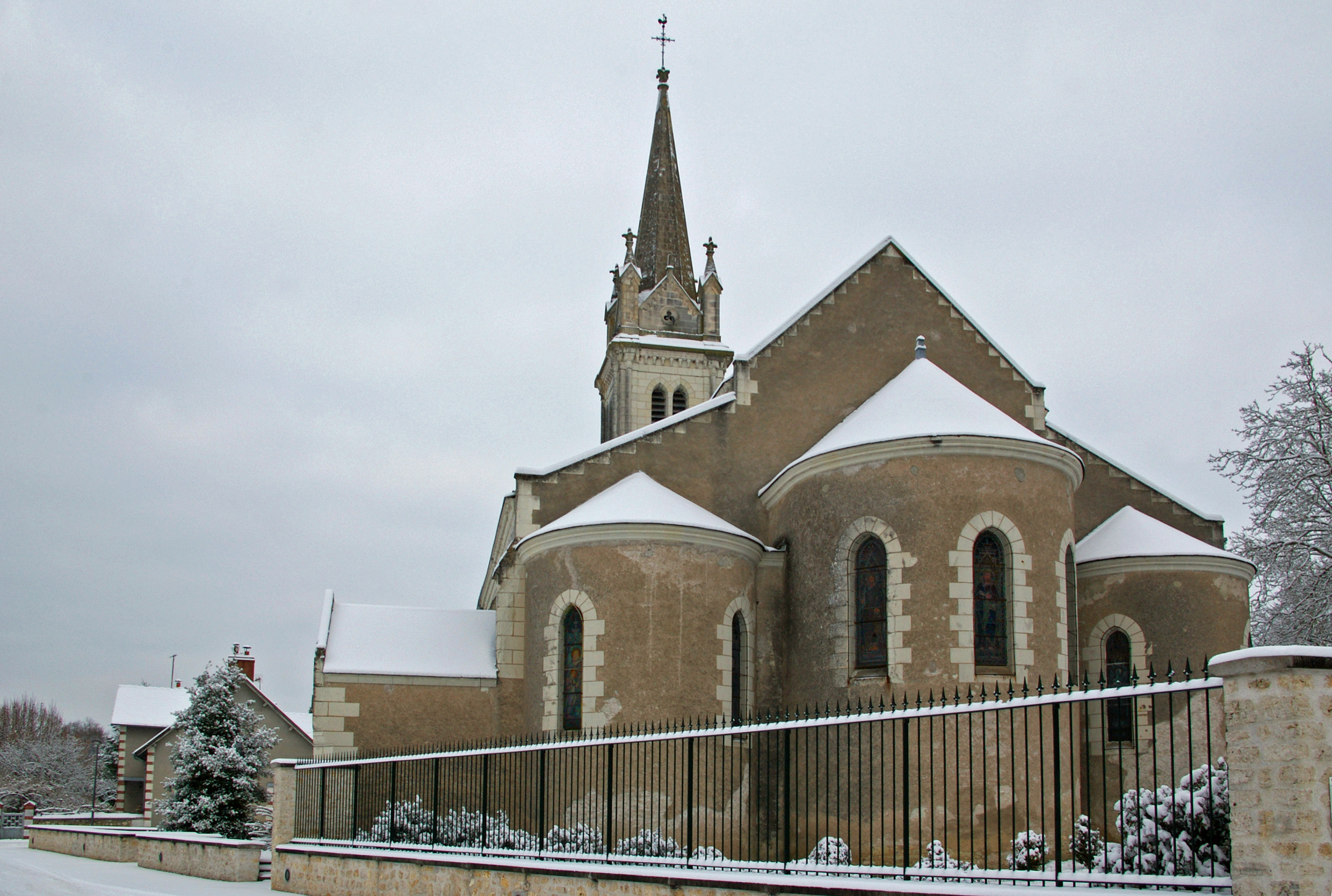
L'église Saint-Georges.

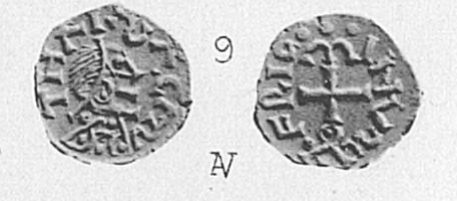
Monnaie mérovingienne de Thésée.

Pendant le haut Moyen Âge, Tasciaca continue d'être occupée, mais au seul profit du bourg de Thésée. La nécropole mérovingienne identifiée au niveau de l'église Saint-Georges, grâce à la présence d'au moins quatorze sarcophages en pierre, semble le montrer selon Jacqueline Cadalen-Lesieur. Une première église pourrait avoir été édifiée au Xe siècle au même emplacement ; une chapelle disparue, localisée un peu au nord de l'église, pourrait être plus ancienne. Des monnaies mérovingiennes, probablement de frappe locale (deux triens portent la mention THAISACAS) sont retrouvées à Thésée. Thésée est en outre, au Xe siècle, le chef-lieu d'une viguerie au sein du pagus Aurelianensis, ce qui confirme la persistance de sa fonction administrative.
La viticulture, dès cette époque, prend une place grandissante dans l'économie locale, se substituant aux activités manufacturières. Les sites antiques de Pouillé (la Soler et les Bordes) ainsi que le secteur des Mazelles semblent désertés puisque aucune mention n'en est faite dans les sources médiévales ; une sépulture datable du haut Moyen Âge est toutefois retrouvée dans l'un des bâtiments antiques des Bordes. Le Moulin du Ru est par contre cité dans le livre terrier du prieuré de Monthou-sur-Cher au début du XVIe siècle.

### La «Thésée» contemporaine cherche à renouer avec son passé antique
En 1968, moins de dix ans après les premières fouilles révélant la richesse du patrimoine antique local, le conseil municipal de Thésée, sur une suggestion de l'écrivain et homme politique Maurice Druon appuyée par Jean Martin-Demézil, demande à la préfecture de Loir-et-Cher l'autorisation de rebaptiser la commune « Thésée-la-Romaine » (sur le modèle de Vaison-la-Romaine) pour « rendre hommage » à son passé antique, en remplacement de « Thézée », nom alors en vigueur selon le Code officiel géographique. La préfecture en 1972 refuse l'ajout du déterminant « -la-Romaine », justifiant son refus par le fait que ce précédent pourrait conduire plus de mille communes françaises à demander un changement de nom pour le même motif. Elle accepte par contre la substitution du « s » au « z », plus conforme à l'évolution du toponyme antique,. Pour autant, le vocable Thésée-la-Romaine est largement utilisé dans le langage courant,.

## Recherches, études et mise en valeur du site
Toutes les recherches menées sur le site de Tasciaca jusqu'au XXIe siècle sont partielles, limitées à un secteur bien précis du site, différentes dans l'objectif qu'elles se proposent d'atteindre comme dans les techniques d'investigation mises en œuvre. En outre, les plus anciennes d'entre elles n'ont pas toujours été conduites avec la rigueur scientifique aujourd'hui indispensable, notamment en ce qui concerne l'enregistrement du contexte archéologique des objets récoltés. La perception globale de l'agglomération antique, dans son organisation spatiale, son histoire et ses fonctions, s'en trouve d'autant compliquée.

### XVIIIeetXIXesiècles: premières mentions et travaux des érudits

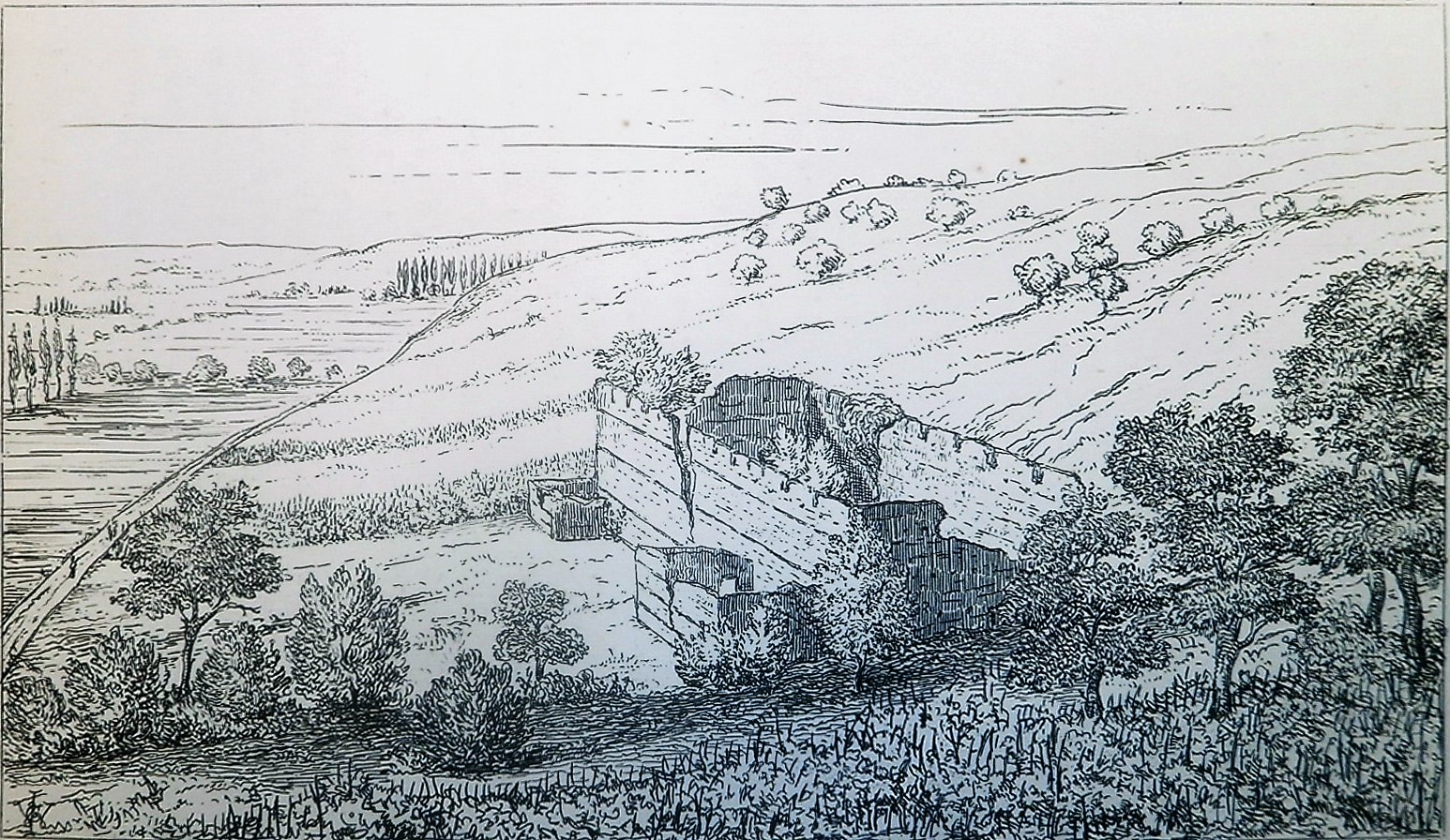
Les ruines romaines des Mazelles, dessinées par Charles Roach Smith en 1854.

Dès 1760, le géographe Jean-Baptiste Bourguignon d'Anville voit dans l'agglomération de Thésée la Tasciaca de la table de Peutinger. Les vestiges des Mazelles (les seuls alors connus) suscitent l'intérêt des érudits français ou étrangers comme Charles Roach Smith — il visite la vallée du Cher en juin et juillet 1854 — dès le milieu du XIXe siècle, dans un contexte national très favorable à l'archéologie. Ces ruines font d'ailleurs partie de la liste des monuments historiques de 1840. Des investigations sont menées, des plans des Mazelles publiés et des hypothèses variées sur la destination de ces bâtiments sont formulées par Arcisse de Caumont et Louis de La Saussaye puis, plus tard, par Albert Grenier. Pourtant, jusqu'à la fin des années 1950, aucune opération de fouille méthodique n'est entreprise sur ce qui est alors appelé le « site de Thésée ».
Du mobilier est récolté sur la rive gauche du Cher à l'occasion de prospections de surface ; ces trouvailles, signalées dès 1842, ne débouchent pas alors sur l'identification claire de ce qui sera le site des fours et du temple de Pouillé. De même, des recherches menées à Monthou-sur-Cher (Moulin du Ru) dans les années 1830 par Louis de La Saussaye permettent d'identifier des structures antiques dont la fonction n'est pas précisée.

### XXesiècle: découverte progressive du site

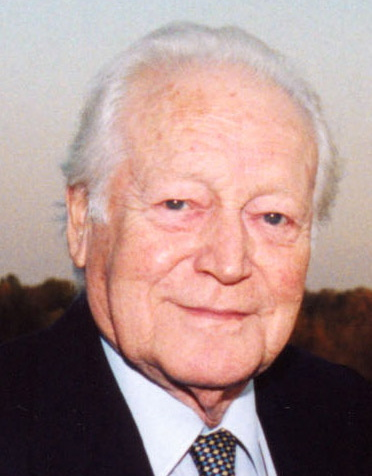
Maurice Druon.

C'est à partir de 1961 que, sous la conduite de Georges Gaume, ingénieur habitant à Thésée appuyé par le préhistorien André Högström, les Mazelles sont dégagées de la végétation et les bâtiments sud-est fouillés. Dans le même temps, les premières structures sont mises au jour à Pouillé, sur la rive gauche du Cher, bien qu'elles aient été signalées dès 1842. À l'automne 1965, Maurice Druon, qui a découvert le site par hasard, achète les parcelles des Mazelles pour les préserver des risques de spéculation immobilière et les débarrasser de constructions récentes qui les encombraient, afin que les archéologues puissent s'y livrer à des investigations ; il les revend dix ans plus tard au conseil général de Loir-et-Cher pour le franc symbolique,. Cette opération de sauvegarde du patrimoine vaut à Maurice Druon d'être nommé citoyen d'honneur de Thésée en 1967. Les fouilles, sous la conduite de Georges Gaume, se poursuivent jusqu'au début des années 1970.

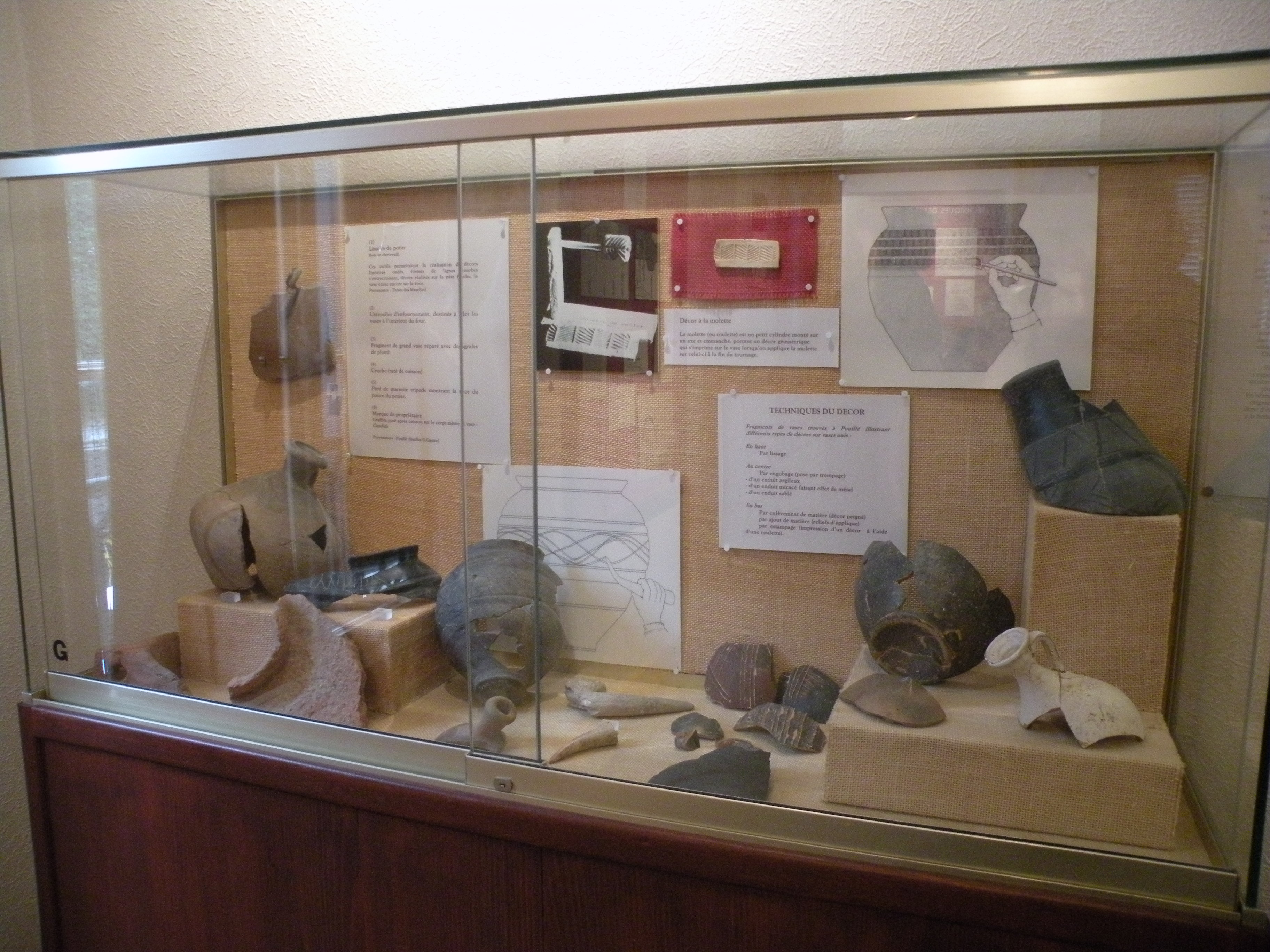
Une vitrine du musée archéologique de Thésée en 2013.

En 1974, la responsabilité des fouilles est transférée à l'Institut d'art et d'archéologie de l'université Paris-Sorbonne, sous la direction de Claude Bourgeois et le site devient un chantier-école pour les étudiants ; elles se poursuivent au nord mais surtout au sud du Cher où le temple est dégagé. Les publications font dès lors état du « site de Thésée-Pouillé ». Ces programmes de fouilles s'accompagnent de prospections visant à recueillir et à caractériser le mobilier de surface. À l'hiver 1982-1983, une exposition au château de Blois est consacrée à Tasciaca et aux études dont la cité a fait l'objet. Le catalogue de l'exposition inventorie avec précision les résultats des fouilles et études menées jusqu'alors à Tasciaca. Cet exemple concret sert de base à une description et une analyse des méthodes de travail applicables à un chantier de fouilles, et l'ouvrage fait toujours référence en la matière. Les fouilles s'arrêtent en 1983, un an après la mort de Georges Gaume.
Le musée archéologique de Thésée, mettant en valeur de nombreux objets issus des fouilles et retraçant l’histoire du site, est ouvert entre 1985 et 1987 au premier étage du bâtiment abritant la mairie ; en 2002, il obtient l'appellation « musée de France ». Une synthèse des connaissances est publiée en 1999 dans un numéro spécial de la Revue archéologique du Centre de la France. Il n'y a dès lors plus d'avancée sensible dans la compréhension du site de Tasciaca jusqu'au début du XXIe siècle.

### XXIesiècle: programme collectif interdisciplinaire de recherches
Un nouveau programme de recherches, mené entre 2003 et 2007, associe études documentaires (bibliographie et archives de clichés aériens de l'IGN), prospections aérienne et au sol, étude du mobilier et du bâti. Ses résultats conduisent à considérer que l'emprise de Tasciaca s'étend sur 2,5 km le long du Cher, sur trois communes, justifiant l'appellation « site de Thésée-Pouillé-Monthou-sur-Cher ». Ce programme permet également de mieux cerner les activités exercées dans l'agglomération secondaire, à défaut de progresser sur certains points, comme la destination réelle du complexe des Mazelles. Ce programme devait initialement accompagner une restructuration du musée de Thésée, en définitive abandonnée. Les conclusions de cette étude sont publiées en 2016 dans un copieux chapitre du 64e numéro de la Revue archéologique du Centre de la France.

### Mise en valeur
Au XXIe siècle, la mise en valeur des différents éléments du site mis au jour à la faveur des fouilles successives est très inégale. À Thésée, le complexe des Mazelles, seule partie classée comme monument historique et propriété du conseil départemental de Loir-et-Cher (CD 41), est protégé par une clôture ; des lutrins décrivent et expliquent l'architecture des bâtiments et, en période estivale, des visites guidées sont organisées. L'aire fait en outre l'objet d'un aménagement paysager. À Pouillé, tout le secteur des Bordes, incluant les vestiges du fanum, est aussi la propriété du CD 41 et se trouve en zone archéologique protégée. Les maçonneries du temple sont consolidées au mortier et l'ensemble est enclos pour éviter les dégradations. Après avoir été étudiés, les fours sont ré-enfouis pour les protéger (agressions climatiques, crues du Cher, vandalisme « archéologique ») mais un four est reconstruit à proximité, proposant une restitution aussi fidèle que le permettent les études. Il est rapidement endommagé. Les vestiges des grands bâtiments, du puits et du bassin sont laissés en l'état après les fouilles dont ils ont fait l'objet. Si le puits reste bien conservé, les vestiges des grands bâtiments tendent à disparaître sous la terre et la végétation et ceux du bassin sont devenus difficilement discernables.
Les éléments de Tasciaca localisés à Monthou-sur-Cher ne sont plus visibles pour les plus anciennement mentionnés et ceux identifiés par les études récentes ne sont pas mis au jour.
Un musée entièrement consacré au site de Tasciaca est installé au premier étage de la mairie de Thésée. Il présente une partie du matériel collecté lors des fouilles à Thésée et Pouillé, des reconstitutions de bâtiments ou d'aménagement ainsi que des panneaux explicatifs sur l'histoire du site. Un projet de déplacement de ce musée, porté par l'association des amis du musée et du site de Tasciaca et dont le conseil départemental assure la maîtrise d'ouvrage, est à l'étude en 2018 pour faciliter l'accès des visiteurs et améliorer la muséographie,.

## Aménagements antiques du site
L'ensemble des aménagements du site de Tasciaca connus en 2016 s'inscrit dans une bande de plus de 2,5 km de long sur la rive droite du Cher, dans la vallée entre la rivière et le coteau, et entre Thésée à l'est (le Grand Cimetière et le Bourg, les Mazelles) et Monthou-sur-Cher à l'ouest (le Moulin du Ru). Face à Thésée, sur la rive gauche du Cher, sur la commune de Pouillé, un autre secteur d'occupation est nettement identifié dans le lit majeur de la rivière (lieux-dits de la Soler et des Bordes).

### Les voies de communication

#### La voie fluviale, le franchissement du Cher et les aménagements de berge

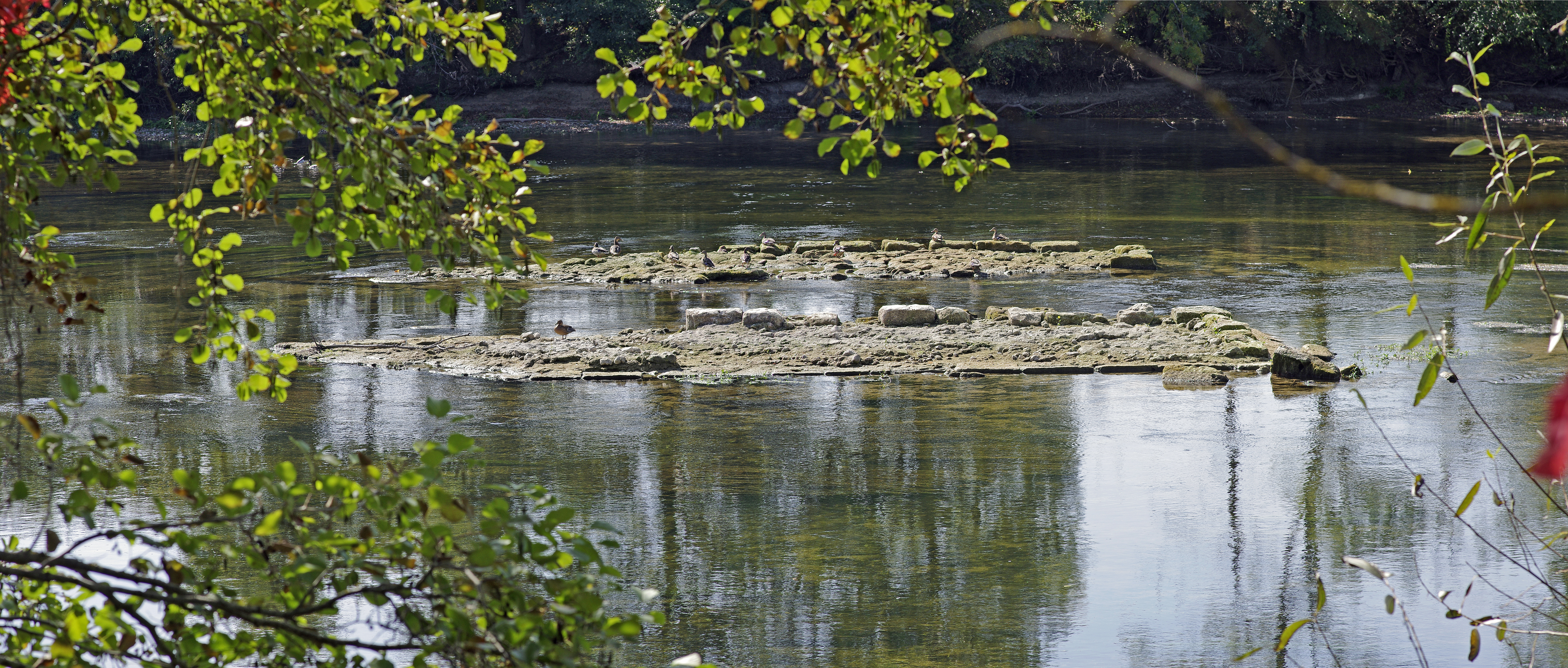
Piles du moulin médiéval de Thésée.

Dans l'Antiquité, le Cher est probablement navigable de Vierzon jusqu'à Tours ; des vestiges de pirogue monoxyle sont d'ailleurs retrouvés sur plusieurs sites en amont, mais ce type d'indice fait défaut aux environs de Tasciaca. Il semble que le cours de la rivière n'ait pas sensiblement varié depuis l'Antiquité.

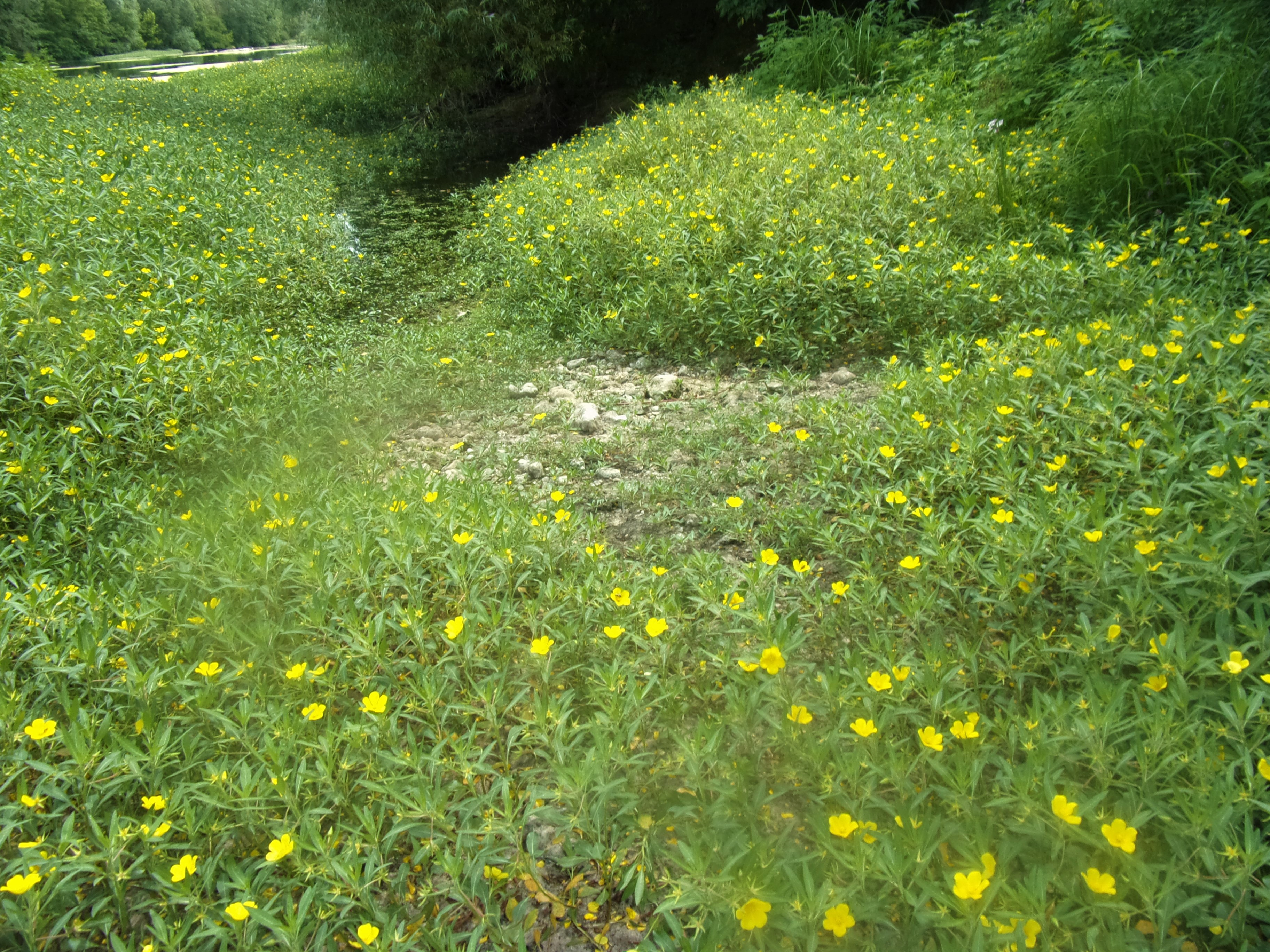
Vestiges d'un gué potentiel sur la rive gauche du Cher.

L'existence d'un ouvrage de franchissement du Cher (pont ou gué) dans le secteur de Tasciaca est une hypothèse qui repose sur la nécessité de mettre en communication les sites occupés sur chacune des rives. Les deux piles d'un ancien moulin médiéval, dans le lit du Cher, semblent réutiliser des structures plus anciennes qui pourraient être celles d'un pont antique (piles en maçonnerie, tablier en bois), mais ceci reste une hypothèse en l'état actuel des connaissances. En outre, le caractère antique des gués qui ont été identifiés grâce à des vestiges ou parce que la toponymie en a gardé des traces ne peut être affirmé.
À faible profondeur dans le lit du Cher, près de la rive droite en aval des Mazelles, des vestiges assimilables à un quai empierré sont repérés sur une trentaine de mètres de long. Une structure comparable, vers laquelle se dirige une voie ancienne, est identifiée à l'ouest des ateliers de potiers sur la rive gauche (Pouillé) ; là encore, il n'y a aucune certitude quant à sa fonction.

#### L'itinéraire terrestre Bourges-Tours

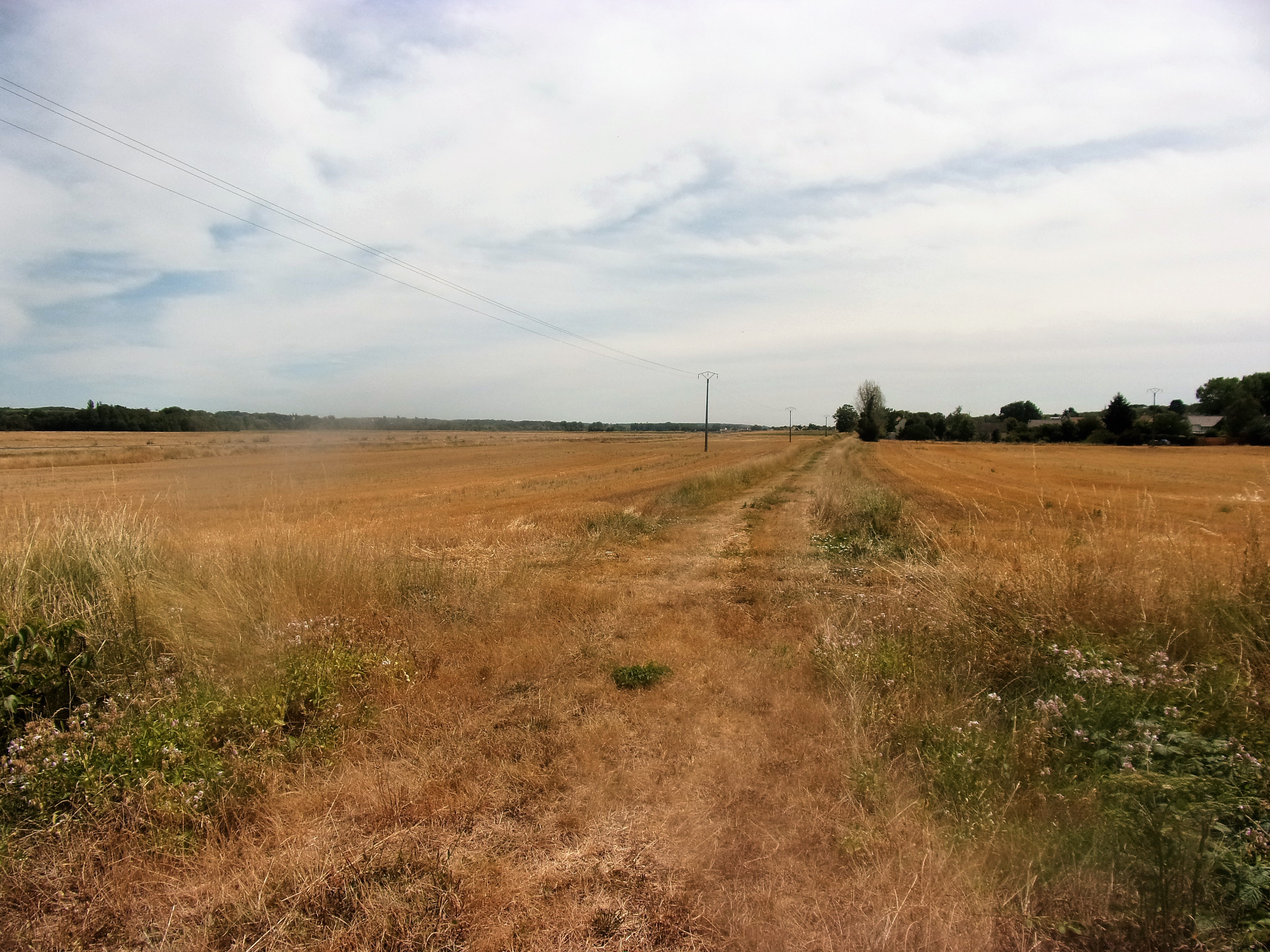
Ancien chemin de Montrichard à Pouillé.

La voie antique Bourges-Tours, mentionnée sur la table de Peutinger, n'a pas été formellement identifiée sur la rive droite du Cher au niveau du site, bien qu'elle soit attestée en d'autres lieux voisins (Chisseaux ou Nohant-en-Graçay). En 1854, Charles Roach Smith pense qu'elle « est intégralement recouverte par la grand'route entre Tours et Bourges ». Toutefois, les observations collectées dans les années 2000 (vues aériennes, prospection électrique) permettent de suggérer qu'une voie, non datée, longe le Cher sur sa rive droite, entre la rivière et la ligne de chemin de fer ; elle est localisée au niveau des Mazelles (couche de cailloutis dense reposant sur du sable jaune, limitée d'un côté par des pierres) et plus à l'ouest, sur le site du Moulin du Ru (traces fossiles sur des clichés photographiques) ; la prospection électrique révèle une structure linéaire entre ces deux points et dans leur prolongement. Un autre itinéraire, toujours sur la rive droite, chemine certainement par la crête du plateau, à l'abri des inondations ; des traces parallèles sur 2 km de long pourraient en être un vestige. Sur la rive gauche, un ancien chemin, parallèle au Cher, s'intercale très probablement entre la D 976 au nord et la D 17 au sud ; cet itinéraire est évoqué dès le XIXe siècle. Il est, lui aussi, probablement doublé par un chemin sur le plateau, passant au sud du bourg de Pouillé.
Cet ensemble d'observations permet d'envisager que l'itinéraire unique porté sur la table de Peutinger recouvre en réalité un ensemble de voies sur le terrain : l'itinéraire principal, utilisable en toutes saisons, suivrait ainsi la crête du coteau sur la rive droite ; dans la vallée, hors périodes de crues, il serait possible d'emprunter soit un chemin de rive droite, soit un chemin de rive gauche, celui-ci semblant plus spécialement destiné à la desserte des ateliers artisanaux de Pouillé.

#### Les autres voies terrestres
La voirie secondaire desservant l'agglomération de Tasciaca est presque totalement inconnue. D'orientation sud-ouest - nord-est, sensiblement parallèles et se dirigeant vers le Cher, seuls deux chemins sont mis en évidence à Pouillé, dans la zone des fours qu'ils semblent desservir ; le plus occidental longe le fanum par l'ouest. Ces voies, semble-t-il secondaires, paraissent bien structurer ce secteur et tous les bâtiments identifiés, sauf le temple, s'alignent sur elles ; elles ne se raccordent pas de manière certaine, en l'état actuel des connaissances, à un réseau plus important. Vers le nord, du côté du Cher, elles semblent se diriger vers l'une des structures identifiées comme un possible quai ou aménagement de berge.

### Le complexe des «Mazelles»

#### Description

Plan du site des Mazelles (en pointillés, les structures attestées mais non mises au jour).

L'origine du nom des Mazelles est à rechercher dans l'évolution du nom latin maceriae, traduisible par « ruines ».
Cet important ensemble est situé sur la rive droite du Cher, plus de 500 m à l'ouest des dernières maisons du village moderne de Thésée ; le site occupe l'extrémité sud d'un thalweg qui coupe le plateau et descend vers la vallée du Cher. Les données archéologiques disponibles au XXIe siècle montrent un ensemble de quatre bâtiments (dont deux mitoyens pouvant être considérés comme une même structure) pour une surface totale bâtie de 1 400 m2 au sein d'une aire de 2,6 ha vraisemblablement enclose par un mur dont seule une partie est préservée. Cet ensemble est classé au titre des monuments historiques par la liste de 1840.

##### Grand bâtiment nord

Plan du grand bâtiment nord.

Le plus important des bâtiments, au nord, mesure après extension plus de 48 m de longueur sur près de 20 m de largeur, l'élévation de ses murs étant localement conservée sur 5,50 m. Il se compose d'une vaste salle non cloisonnée flanquée au sud d'une galerie accompagnée de deux pavillons (40 × 19,40 m pour l'ensemble de ces constructions). Trois portes y donnent accès (ouest, est et sud) et 27 fenêtres, majoritairement situées en partie haute des murs, l’éclairent. L'emplacement de ces fenêtres, à 4,70 m de hauteur, probablement juste sous la charpente, est difficile à expliquer. Ce bâtiment fait l'objet d'une extension non datée vers l'est (8,50 × 14,70 m). La reprise de construction est bien visible sur le mur nord, côté extérieur : absence de ressaut à la base du mur, disposition différente des lits de terres cuites.
Les fondations des murs sont directement assises sur le calcaire du coteau qui affleure presque sur les côtés nord et ouest, alors qu'elles reposent sur les sables d'anciens lits du Cher qui tapissent l'extrémité du thalweg, à l'est et au sud. Composés de deux parements en petit appareil de moellons calcaires liés au mortier rose de tuileau et enserrant un noyau en blocage, ses murs mesurent au maximum 0,80 m d'épaisseur. Outre le petit appareil, leur architecture fait appel à des lits de tuiles et à des assises dans lesquelles les moellons, confectionnés avec la même roche, moins larges mais plus longs, sont assemblés à l'oblique (opus spicatum). Les tuiles se retrouvent aussi dans les arcs en plein cintre, les chaînages d'angle ou en partie supérieure d'un alignement de trous de boulins. Le sol de circulation de ce bâtiment est mis en évidence dans la plus grande salle lors de fouilles réalisées en 1965 mais dont le compte-rendu est inédit ; il est constitué de deux lits de petits cailloux liés au mortier. Rien n'a été découvert de sa charpente ni de sa toiture, mais une charpente à fermes en bois, même sur une portée de cette dimension, est techniquement réalisable. Au XIXe siècle l'hypothèse d'une couverture partielle avec un compluvium au centre de la plus grande salle est même envisagée.

Les Mazelles, grand bâtiment nord.
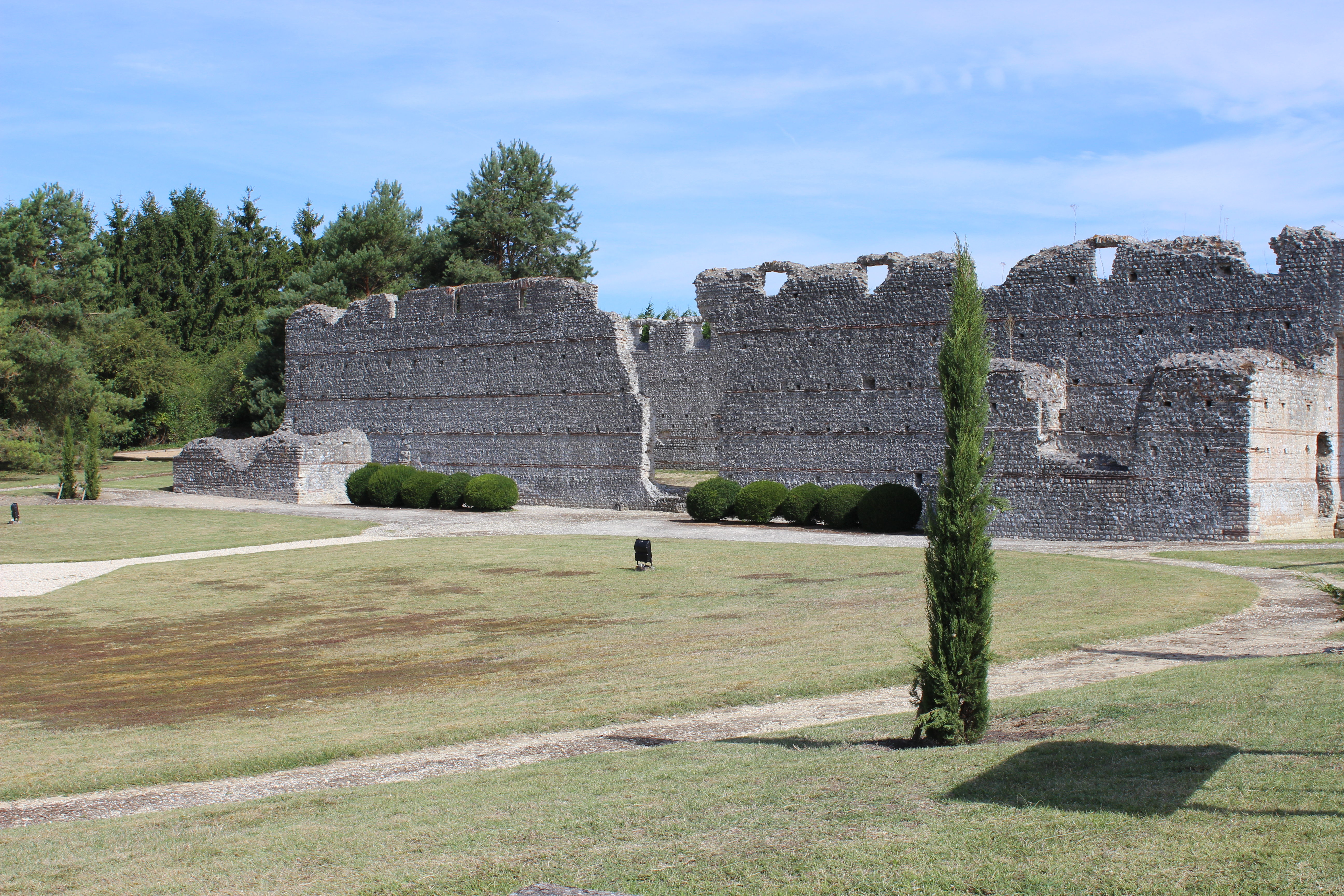
Vue générale.
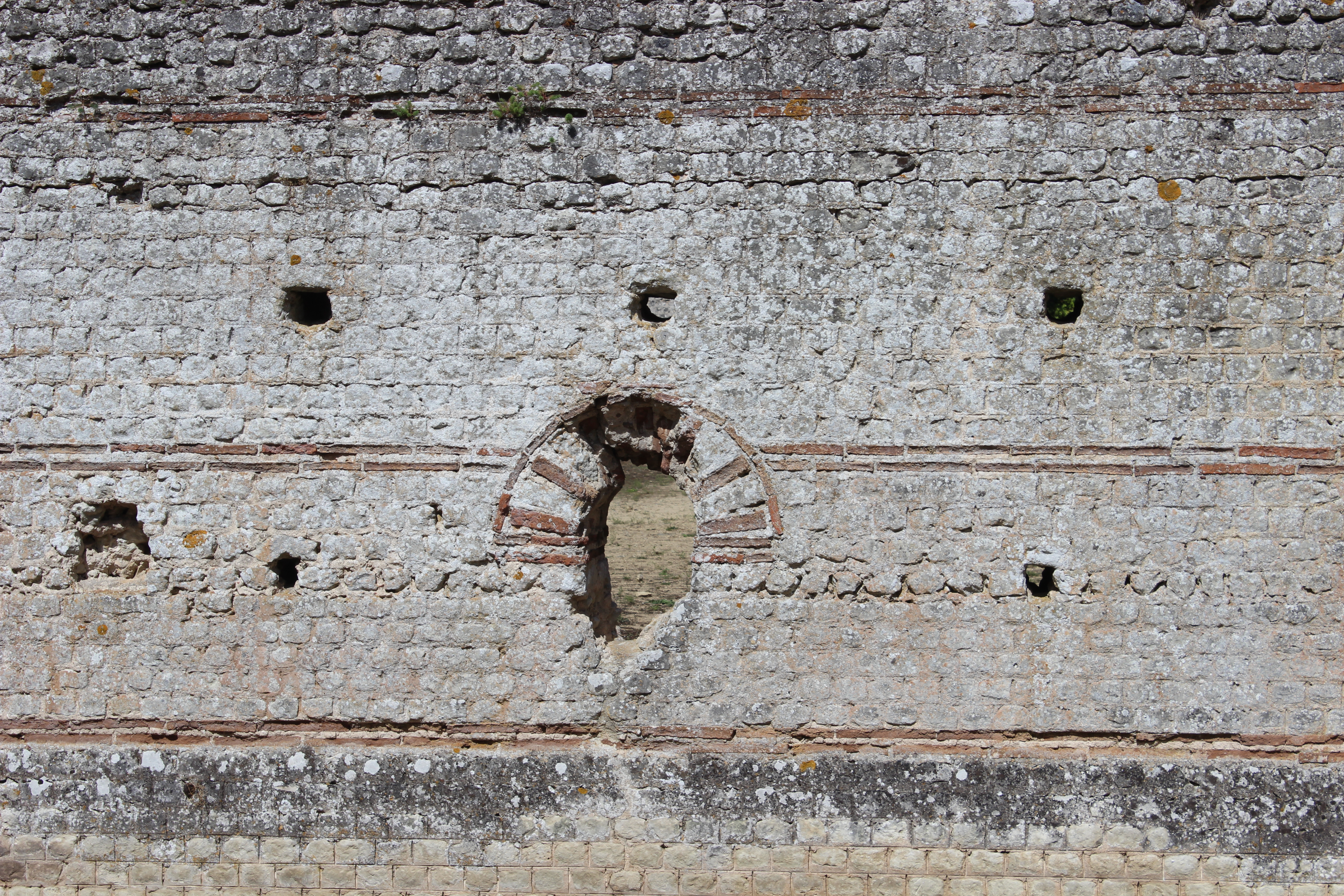
Détail de l'appareil architectural (lit de terres cuites et opus spicatum).
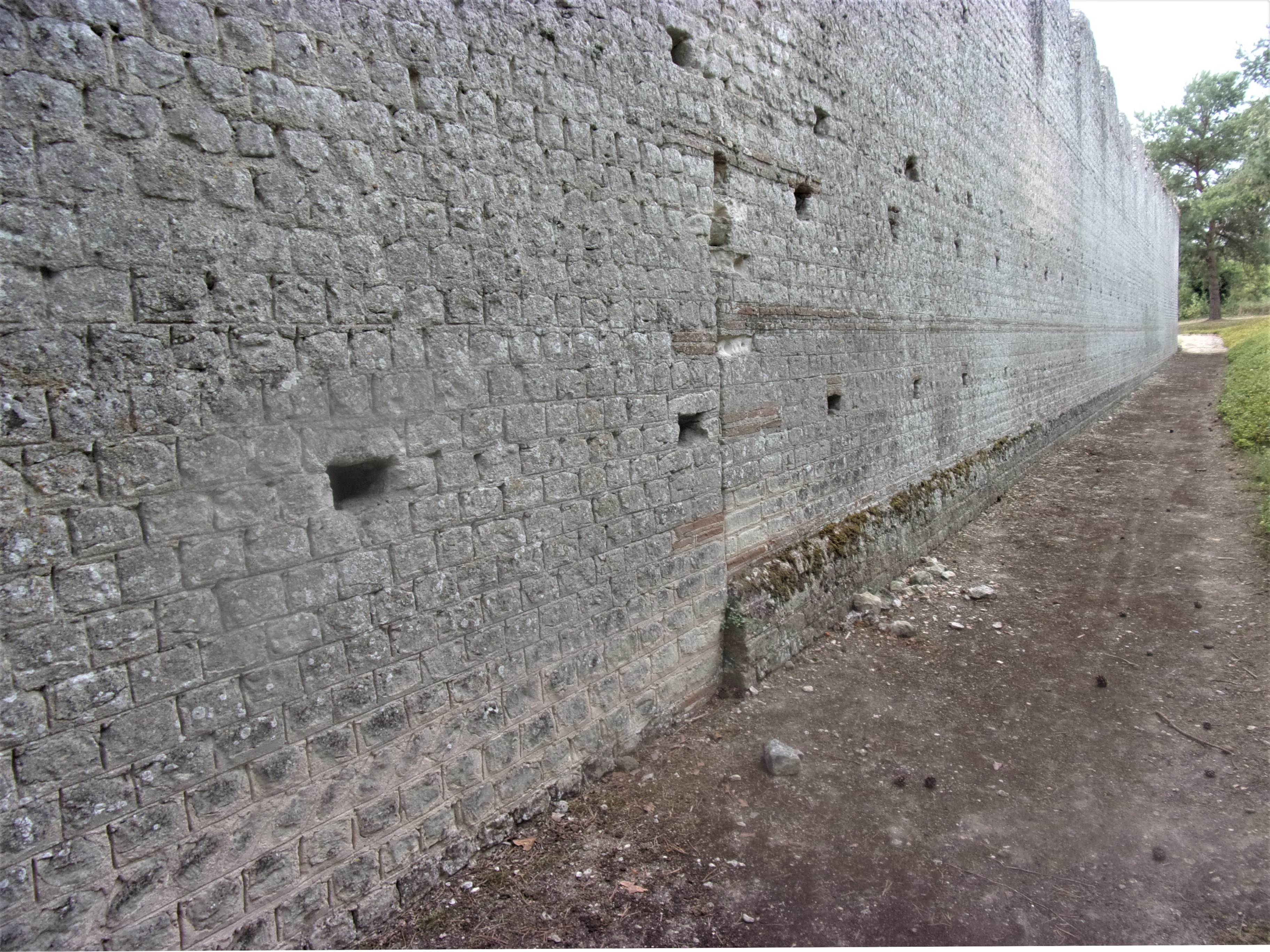
Reprise de construction (mur nord côté extérieur).
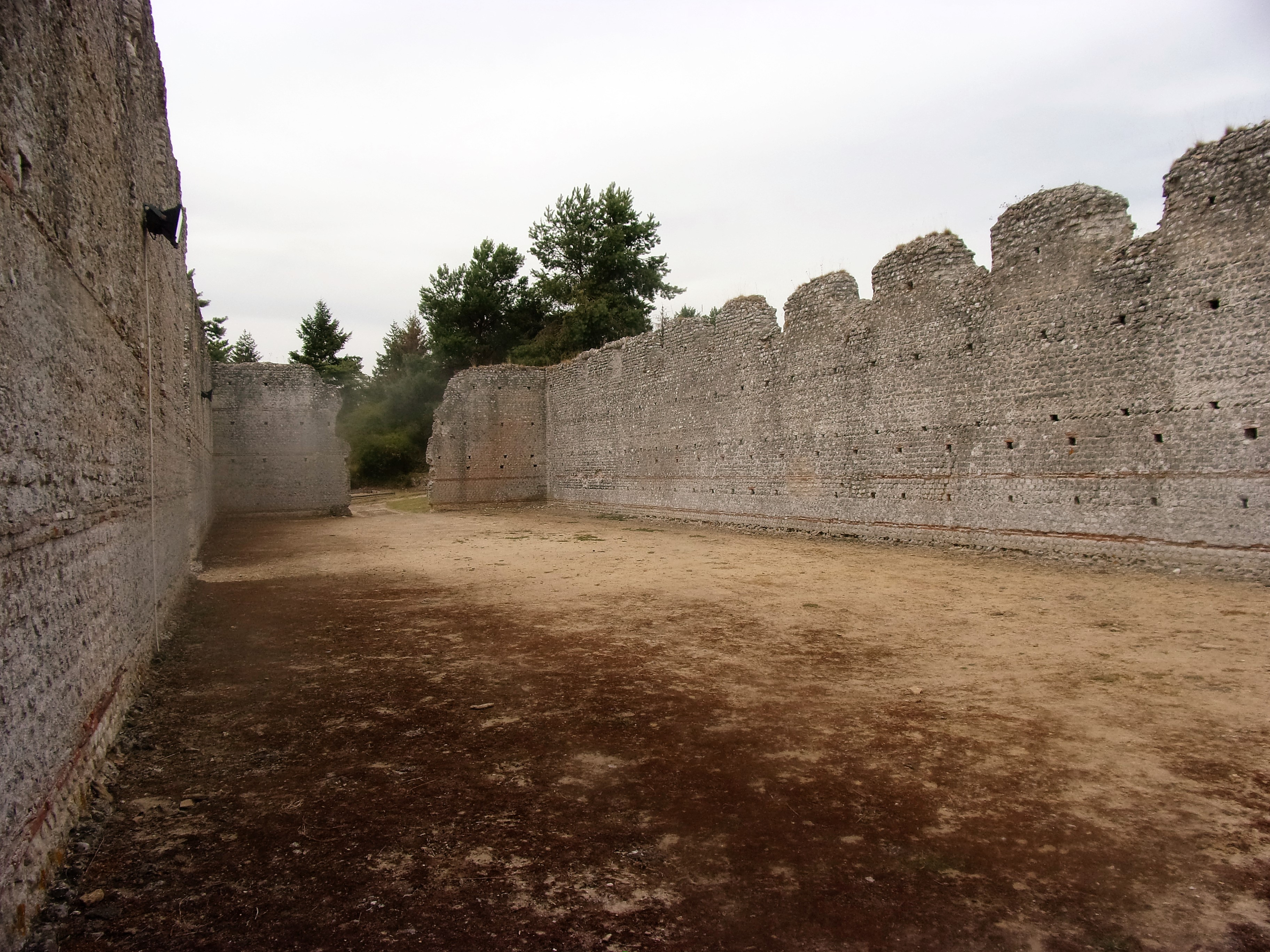
Vue intérieure.

##### Autres aménagements du site
Les deux autres bâtiments sont situés dans la partie sud du site ; ils sont construits selon le même principe architectural, mais leurs murs sont un peu moins épais que ceux de l'édifice nord : 0,50 m. Le bâtiment du sud-ouest, composé d'une seule salle, mesure 11,50 × 9,60 m ; ses murs, arasés au niveau de la troisième assise d'élévation, ménagent peut-être une entrée vers l'ouest. Le bâtiment du sud-est, mesurant 30,60 × 17,80 m, est en réalité composé de deux constructions juxtaposées. Celle du nord, à l'image du grand bâtiment des Mazelles, comporte sur sa face ouest deux pièces carrées probablement reliées par une galerie.
Le tracé du mur d'enceinte du site n’est que partiellement reconnu : son grand côté ouest mesure 82 m de long et il est percé d'une porte de 3,16 m de large équipée d'une forme de vestibule en avancée à l'intérieur de la cour. À partir de l'angle nord-ouest de ce mur, le côté nord est conservé sur 18 m en direction du grand bâtiment des Mazelles. Il est attesté mais non visible côté sud sur plusieurs dizaines de mètres sous l'emprise de la D 176 ainsi que, côté est, au droit du grand bâtiment.
Les fouilles et les prospections réalisées dans l'enceinte et dans les bâtiments des Mazelles révèlent la pauvreté du mobilier archéologique, varié dans sa composition mais quantitativement très réduit. Plusieurs raisons peuvent être invoquées : les observations précises sont très partielles ; les Mazelles ont fait l'objet de pillages ; au moment de son dégagement au milieu des années 1960, alors que le site est occupé par des cultures (jardins, vignes, vergers…), une grande quantité de terre est retirée sans observation, le seul impératif étant de cesser le décapage lorsque des maçonneries apparaissent, ce qui aboutit certainement à la destruction d'un important matériel archéologique.

Les Mazelles, petits bâtiments et enceinte.
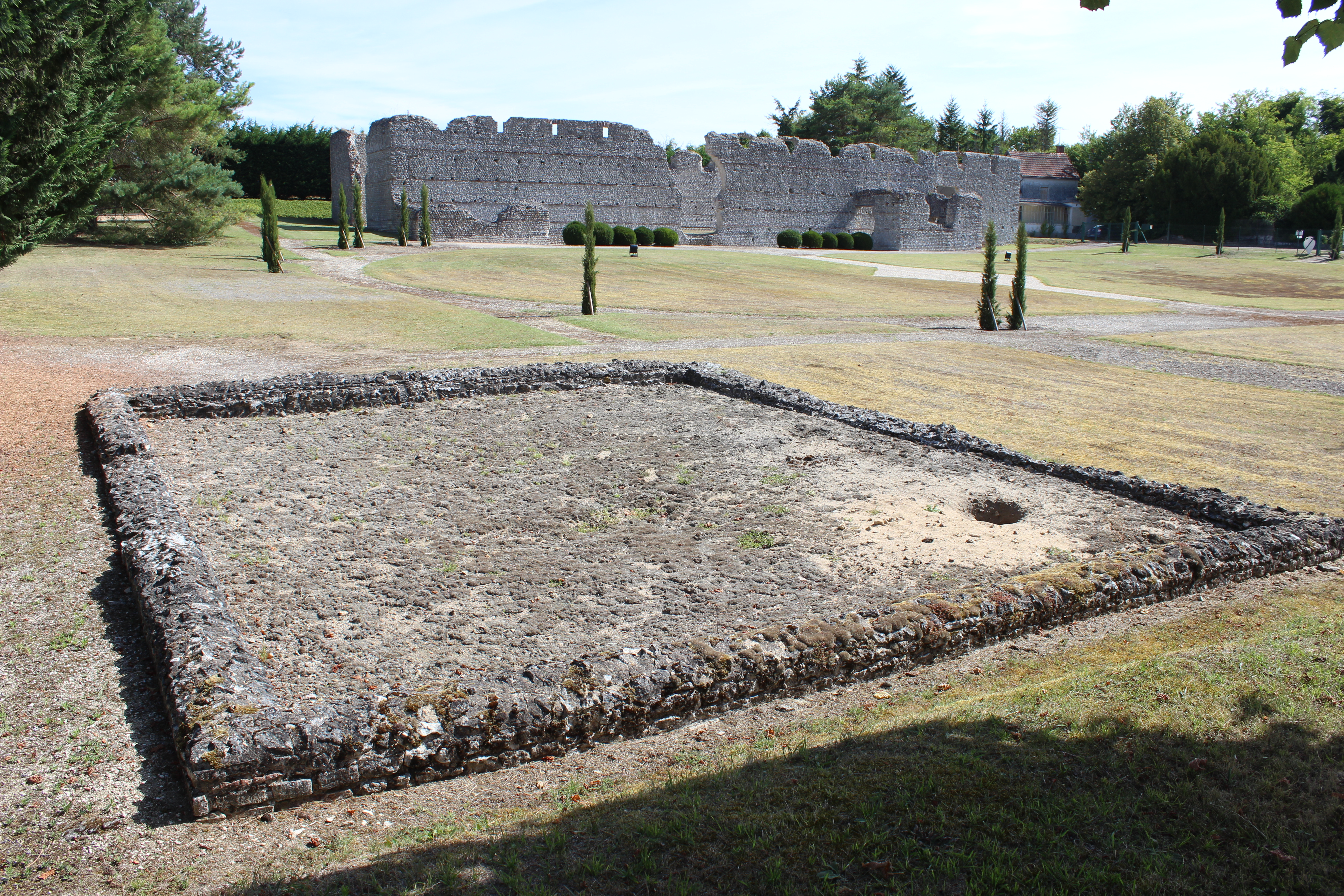
Bâtiment sud-ouest.
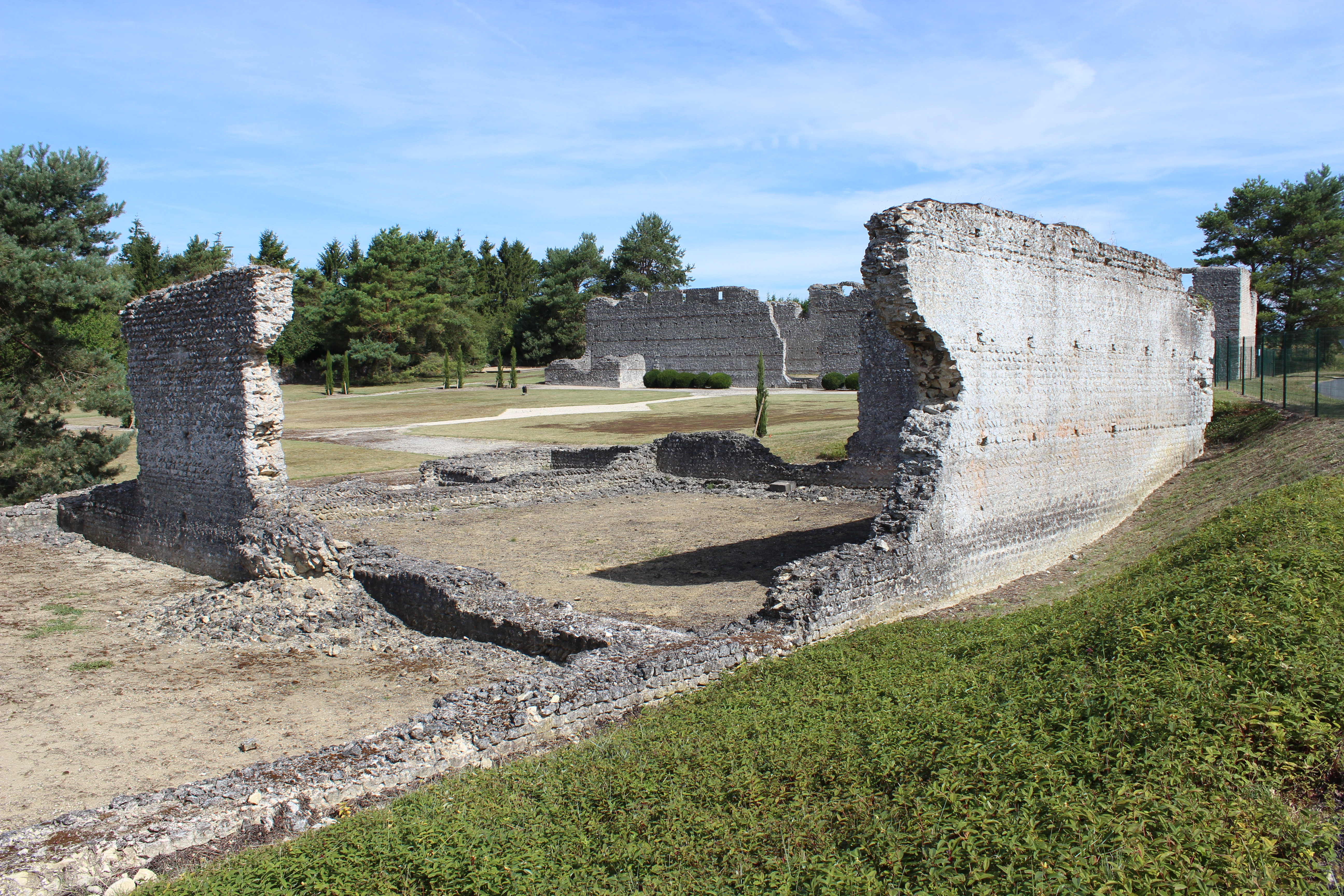
Bâtiment sud-est.
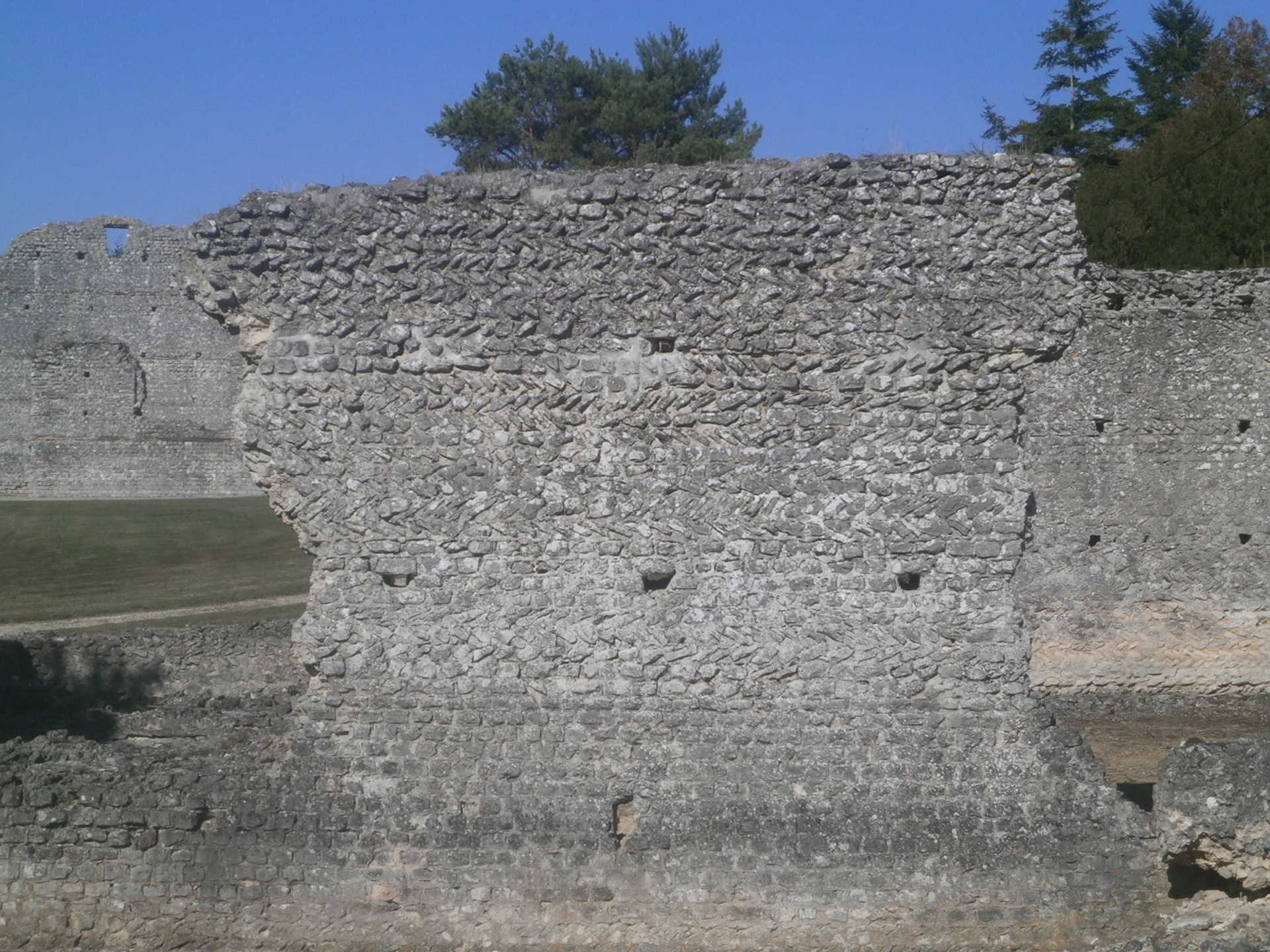
Bâtiment sud-est, vue rapprochée.
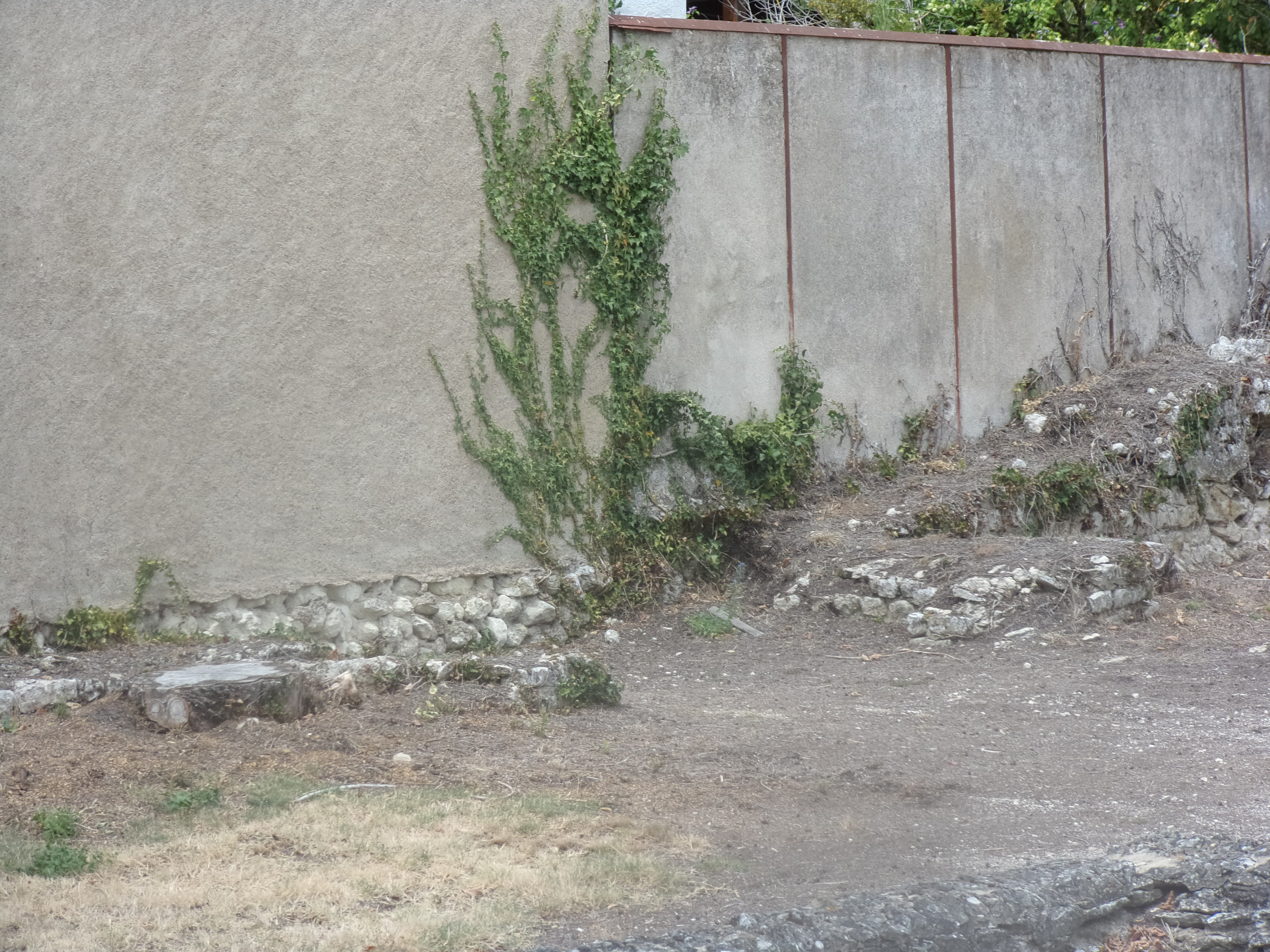
Entrée ouest de l'enceinte.

#### Datation et chronologie
Il a été trouvé sur le site peu de matériel archéologique, quelques tessons de poterie ou de tuiles et quelques rares monnaies, ce qui rend plus difficile la datation de l'ensemble. Pour cette même raison et parce que l'architecture des bâtiments pose des questions pour le moment sans réponse (type de couverture par exemple), il a même été suggéré, ce qui semble de moins en moins plausible, que le chantier de construction, qui s'est déroulé en plusieurs étapes, avait pu être abandonné prématurément. Dans ces conditions, la datation des Mazelles repose sur des hypothèses fragiles liées au style architectural ; il est toutefois avancé, et les indices récemment trouvés confortent cette hypothèse, que la construction a pu commencer dès le début du IIe siècle et connaître une nette accélération sous le règne d'Hadrien dans le cadre d'un vaste programme de construction dans les Gaules voulu par l'empereur. Une datation plus tardive avait initialement été proposée lorsque les érudits pensaient que l'inclusion de lits de terres cuites dans les maçonneries n'était apparue que sous le Bas-Empire romain,.
Les moellons de calcaire utilisés pour la construction du grand bâtiment nord et des édifices sud-est semblent avoir été extraits d'une carrière située à environ 800 m au nord-est du site. Des prélèvements effectués sur le bâtiment sud-ouest indiquent que la pierre a probablement été extraite d'un secteur différent dans la même carrière et suggèrent que cet édifice est plus ancien que les autres. Plusieurs types de mortiers de liaison sont également identifiés, permettant d'établir l'existence de plusieurs étapes de construction de l'ensemble, ainsi que d'établir une chronologie relative de ces phases de construction. C'est ainsi que quatre phases de construction successives pourraient être distinguées sans qu'il soit possible d'établir avec précision les dates de début et de fin de construction, ni d'apprécier la durée de l'intervalle séparant chaque phase, même si l'étape 3 a pu succéder à l'étape 2 dans un délai très court :
1. construction du bâtiment sud-ouest ;
2. édification du grand bâtiment nord (avant agrandissement) et début de construction de l'édifice sud-est ;
3. agrandissement du bâtiment nord et extension du bâtiment sud-est ;
4. construction du mur d'enceinte.

- Proposition de chronologie relative pour la construction de l'ensemble des Mazelles[C 40].

Proposition de chronologie relative pour la construction de l'ensemble des Mazelles.
Phase 1.
Phase 2.
Phase 3.
Phase 4.

#### Fonctions
La vocation de cet ensemble n'est pas certaine. Il a parfois été assimilé à une villa dont le grand bâtiment nord constituerait la partie résidentielle ou pars urbana (difficile à concevoir en l'absence de cloisonnement du bâtiment et en raison de la position haute des fenêtres), à un castrum (peu vraisemblable en raison de la faible épaisseur des murs) ou à une basilique civile. Une autre possibilité fait du site des Mazelles un chai viticole, dont le plan semble s'apparenter à celui de constructions analogues à Sainte-Colombe, Cognac ou Port-des-Barques, ou encore en Rhénanie et dont la fonction est bien attestée, mais aucun élément (mobilier, aménagement) ne permet de corroborer cette hypothèse même si la viticulture est attestée dans ce secteur à l'époque antique. Une fonction administrative, comme un bâtiment destiné à la réception et au dépôt de l'annone, n'est pas non plus à exclure,.
L'hypothèse qui est toutefois la plus vraisemblable est celle d'un établissement lié à la circulation et au commerce sur la voie Bourges-Tours (peut-être une mansio) ou au trafic fluvial sur le Cher ; dans cette hypothèse, le bâtiment principal constituerait un entrepôt ou un bâtiment public à fonctions multiples, les structures les plus petites étant soit des bâtiments de service comme des écuries, soit des hôtelleries permettant de loger les voyageurs,.

### Le sanctuaire

#### Fanum
- S1 : sanctuaire primitif
- A : autel (?)
- C : cella
- P : péribole
- V : vestige de construction non définie
- Ca : chemin antique
- I : inscription lapidaire

Plan simplifié du fanum.

Un petit fanum est découvert en 1975 dans la partie sud du site, sur la rive gauche du Cher. Longé au nord-ouest par un chemin antique (Ca) qui se dirige vers le Cher, il se présente sous la forme d'une cella (C) de forme carrée de 6,45 m de côté, probablement dépourvue de galerie périphérique. Ses murs, mesurant 0,50 m d'épaisseur, sont revêtus de petit appareil calcaire régulier sur leur face externe parementant un blocage de rognons de silex et d'éclats de calcaire liés au mortier ; une porte s'ouvre vers le sud-est. Cette cella, flanquée au nord d'une autre construction (A) (peut-être un autel ou une table d'offrandes) et à l'ouest d'un autre édicule très dégradé (V), s'inscrit dans un péribole (P) dont la forme irrégulière semble avoir été dictée par la présence de la voie qui longe le temple à l'ouest ; la construction du mur de ce péribole, dont l'entrée se trouve sans doute au nord-est, est beaucoup moins soignée que celle du sanctuaire proprement dit. La présence d'autels extérieurs au temple est fréquemment signalée.
Une inscription lapidaire (I), trouvée en 1974 dans l'angle sud-est de la cella de ce sanctuaire,, est peut-être une dédicace à un empereur romain, Domitien ou Trajan. Selon la restitution et l'interprétation qui en sont faites, un personnage portant un nom latin (terminaison en « …VS ») remercierait l'empereur au nom de son père, dont le nom serait gaulois (« VIRTICOMBO ») et qui aurait échappé à un danger lié au fleuve, le mot flume pouvant constituer une référence au Cher,.
Quelques fragments d'enduits peints, attribuables au revêtement extérieur des murs du temple, sont retrouvés à proximité immédiate du monument. Ils sont blancs, roses ou rouges, à l'exception de l'un d'entre eux où une ligne noire sépare une partie blanche d'une partie ocre-rouge.
Une construction sur plan carré (murs de pierres sèches et poteaux en bois aux angles), peut-être un premier état du sanctuaire (S1), a été mise en évidence sous la cella du fanum ; arasée, elle est enfouie sous un remblai lors de la construction de la cella. Il est possible de proposer la chronologie suivante pour la construction de ce sanctuaire, basée sur la nature des pierres et la composition des mortiers utilisés dans les maçonneries :
1. construction du sanctuaire primitif ;
2. édification de la cella du fanum gallo-romain, centrée sur le sanctuaire primitif et venant le coffrer ;
3. établissement d'un sol de circulation autour de la cella ;
4. construction du mur du péribole ;
5. construction de l'autel contre le mur nord de la cella.

Les phases 2 à 4 ont pu se succéder rapidement dans le cours du second quart du Ier siècle et la cinquième est potentiellement contemporaine de l'édification du grand bâtiment des Mazelles, comme il ressort de l'étude des moellons qui composent l'autel. Son abandon semble dater de la fin du IIe siècle ou du début du IIIe siècle.
Des ossements retrouvés au niveau du sanctuaire évoquent avec vraisemblance des dépôts à caractère votif. Le squelette d'un chien dépecé se rattache à l'époque du sanctuaire précédent le fanum ; le sacrifice sacré de cet animal semble être une pratique assez répandue. Plus de 1 600 fragments d'os, pour la plupart non identifiables, mais au nombre desquels figurent des os de bovins, sont déposés à l'entrée du temple gallo-romain, exposés au piétinement des fidèles qui empruntent ce passage.

#### Autres aménagements

Plan du bassin.

De l'autre côté d'une route moderne, à environ trente mètres au sud-sud-ouest du temple, existe un bassin mesurant 6,00 × 4,75 m ; deux niches pratiquées dans l'épaisseur de ses murs et sa faible capacité — son eau n'avait donc probablement pas une fonction utilitaire — suggèrent qu'il pourrait être rattaché au fanum avec lequel il constituerait, selon Claude Bourgeois, un sanctuaire « de l'eau guérisseuse ». Les moyens employés pour son remplissage ne sont pas connus ; en l'absence de source reconnue dans les environs, il est sans doute rempli par de l'eau de puisage et son eau soigneusement récupérée dans un puisard creusé à l'un de ses angles. Il est peut-être tardivement transformé en habitation, avec aménagement d'une porte dans son angle nord-est.

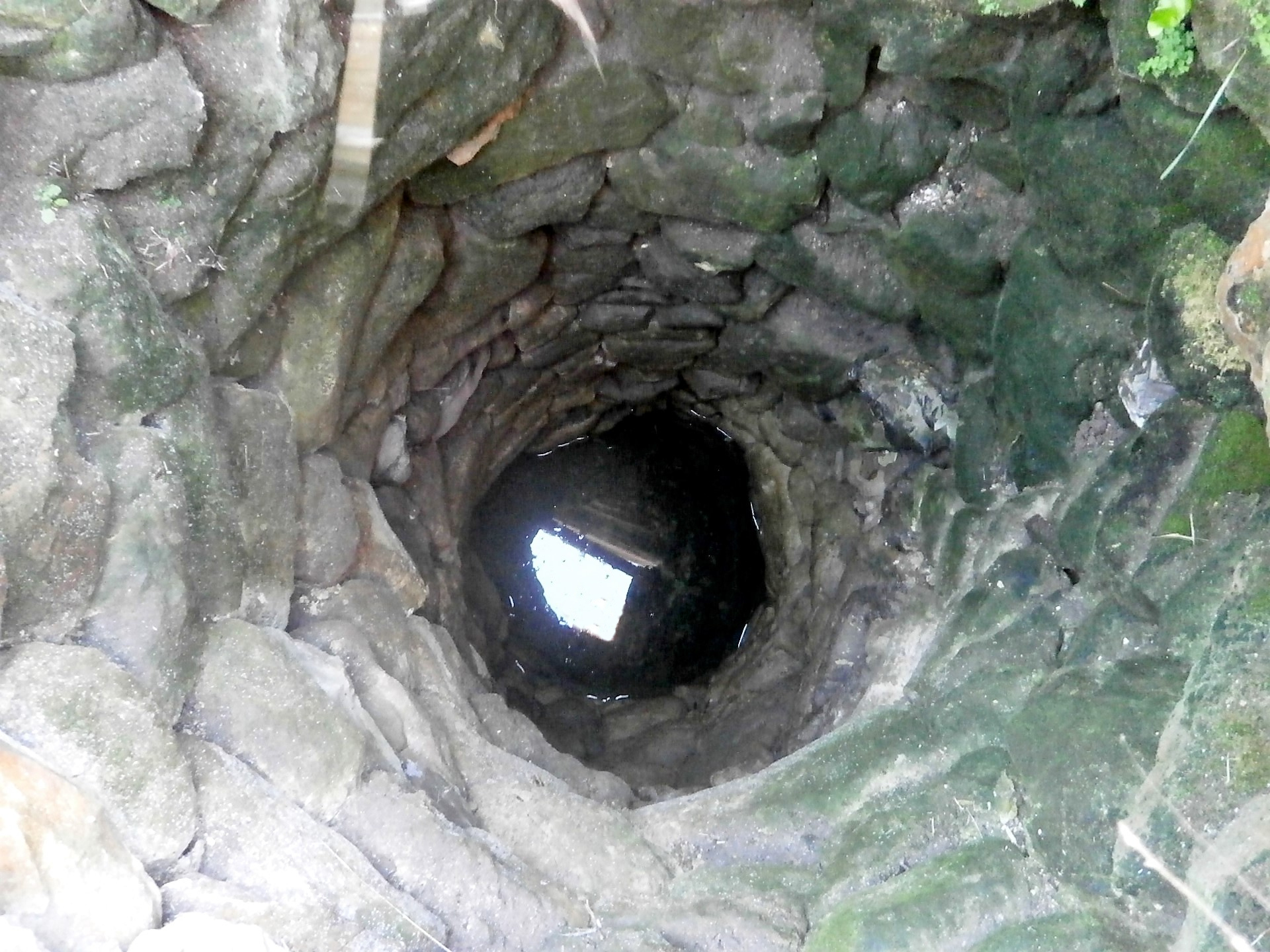
Puits.

Un puits circulaire d'un diamètre d'environ 0,80 m est creusé à une trentaine de mètres au nord-est du fanum. Profond d'un peu plus de 4 m, sa margelle a disparu mais son cuvelage en pierres sèches est parfaitement conservé. Il a été comblé avec des matériaux divers dont des os et des tessons de céramique, probablement des matériaux « de circonstance ». Son caractère votif ne peut être affirmé. Un autre puits, aux caractéristiques assez similaires bien que d'un diamètre inférieur, est creusé plus au nord, dans la zone des fours.

#### Fonction

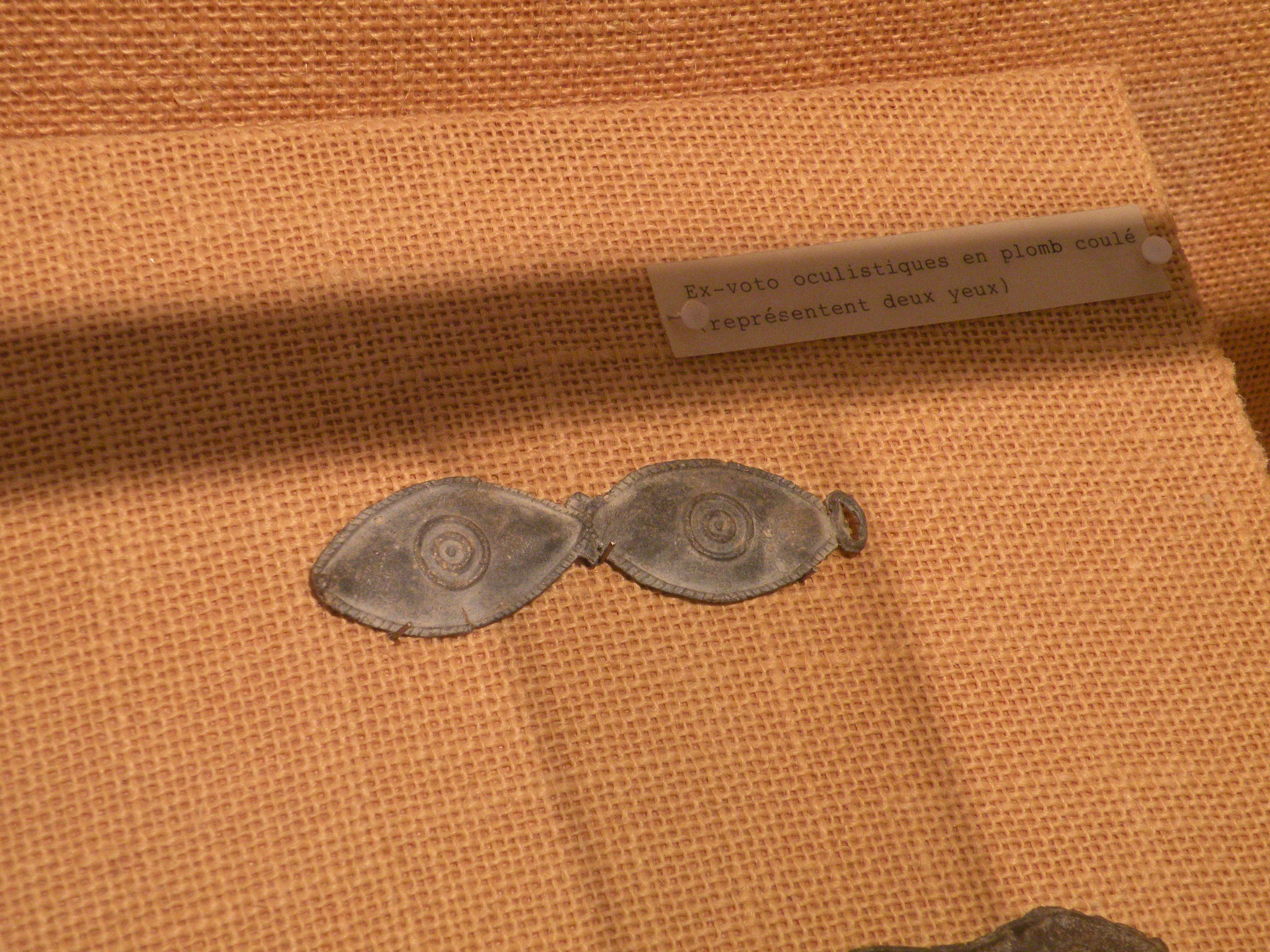
Ex-voto représentant des yeux (musée de Thésée).

La fonction votive du sanctuaire (culte des « eaux guérisseuses ») semble confortée par la découverte d'un mobilier varié à proximité : plaquettes représentant des poissons, outils chirurgicaux en bronze (specilla), ou encore trois ex-voto en plomb en forme d'yeux, la forme losangique étant fréquente dans la vallée de la Loire et le nord-ouest des Gaules. Le matériel de soins ophtalmiques retrouvé à Pouillé peut ne pas avoir une signification rituelle ; il pourrait témoigner de l'existence, à proximité, d'une officine dispensant des soins des yeux. Médecine et religion seraient donc associées à Pouillé.
Cette hypothèse semble retenue dans les publications les plus récentes bien qu'elle ne fasse pas l’unanimité, temple, bassin et mobilier n'étant pas obligatoirement liés ; d'autre part, les objets identifiés sur place sont de types communs dans d'autres sanctuaires. En raison de ses petites dimensions, il est peu probable qu'il s'agisse d'un groupe cultuel public destiné aux populations avoisinantes, comme cela a pu être envisagé,. Un sanctuaire à l'usage de l'une des corporations d'artisans opérant sur le site est plus probable.

Sanctuaire de Pouillé
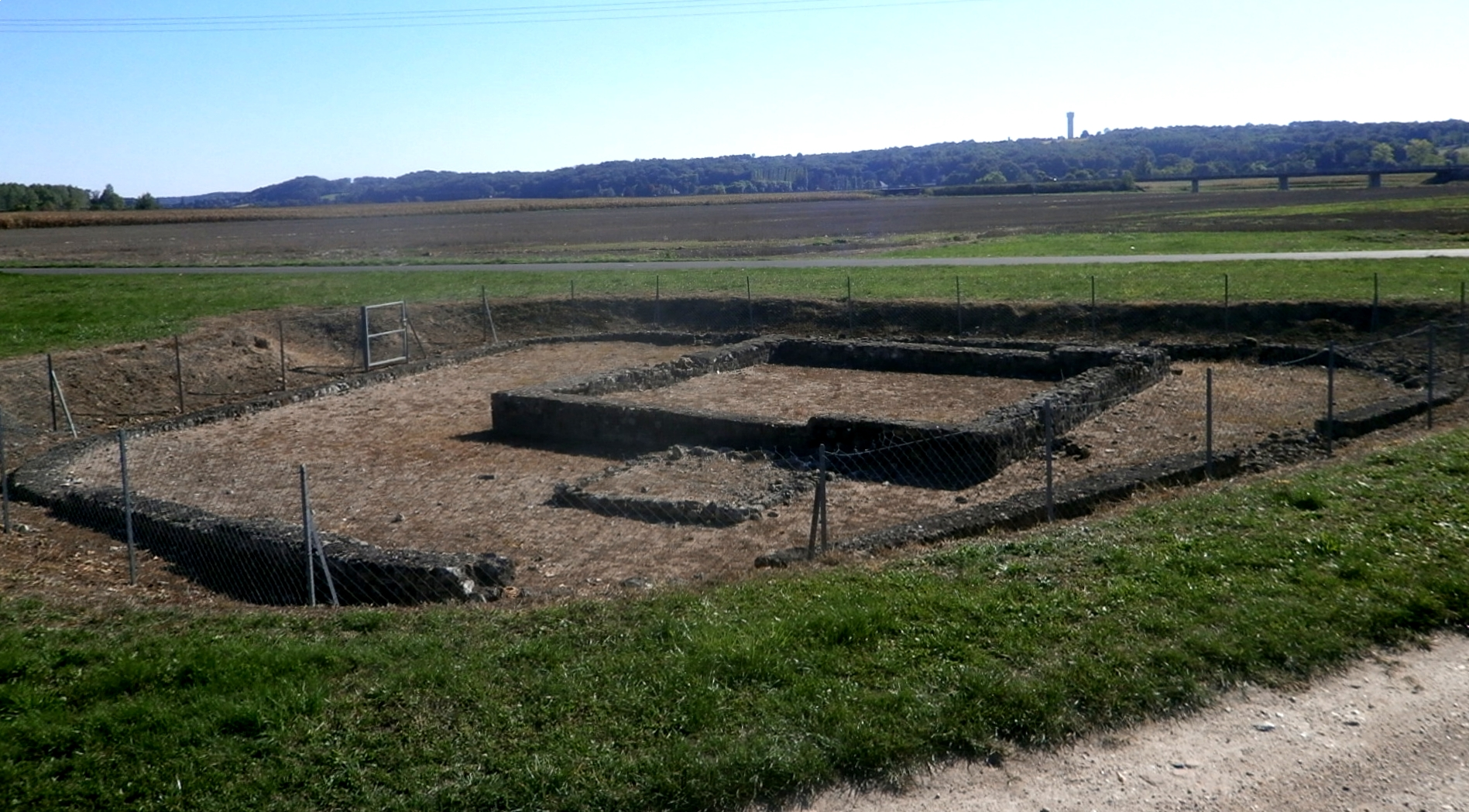
Vue du fanum de Tasciaca vers le sud.
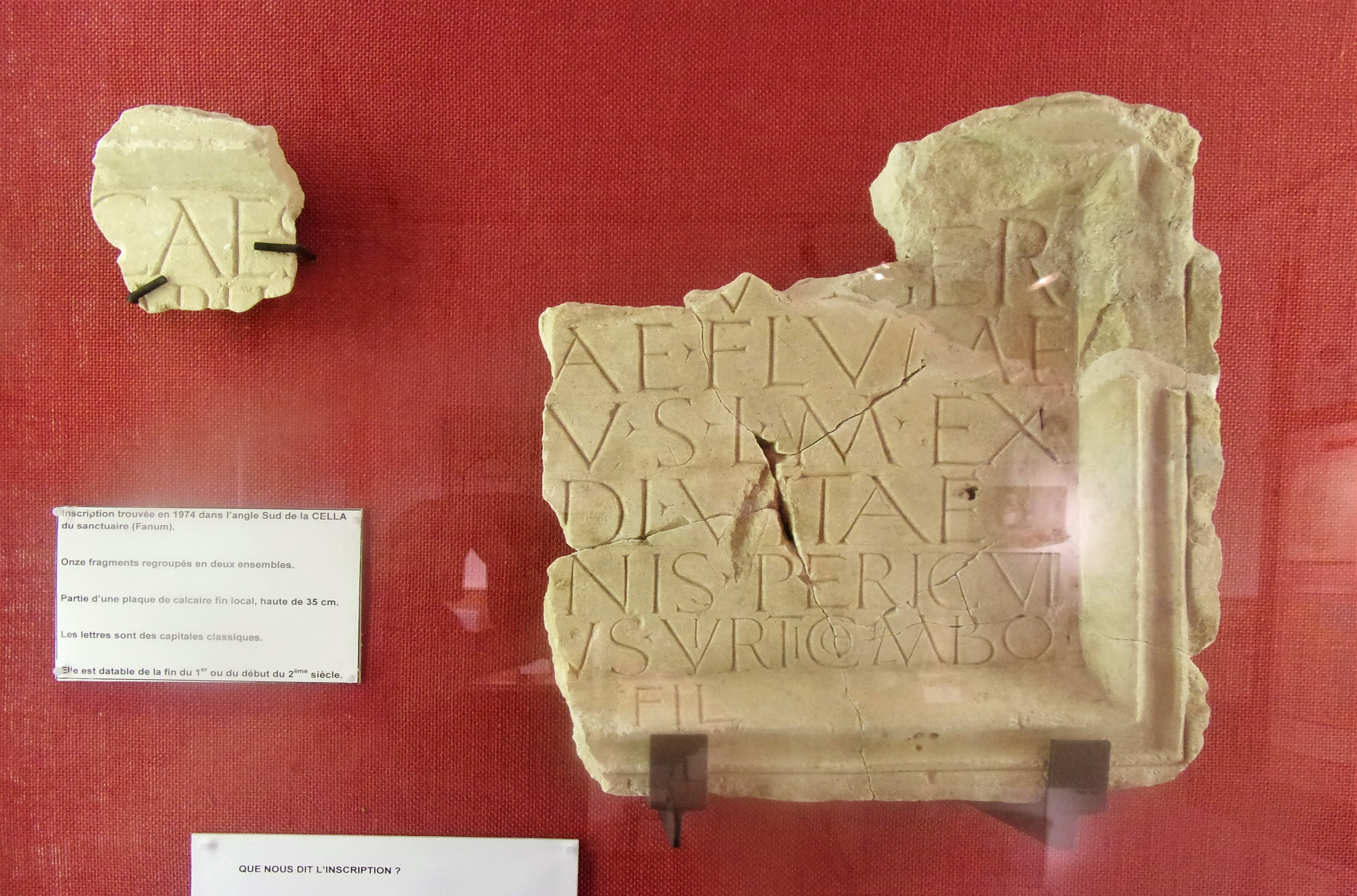
Inscription dédicatoire du temple de Pouillé (musée de Thésée).
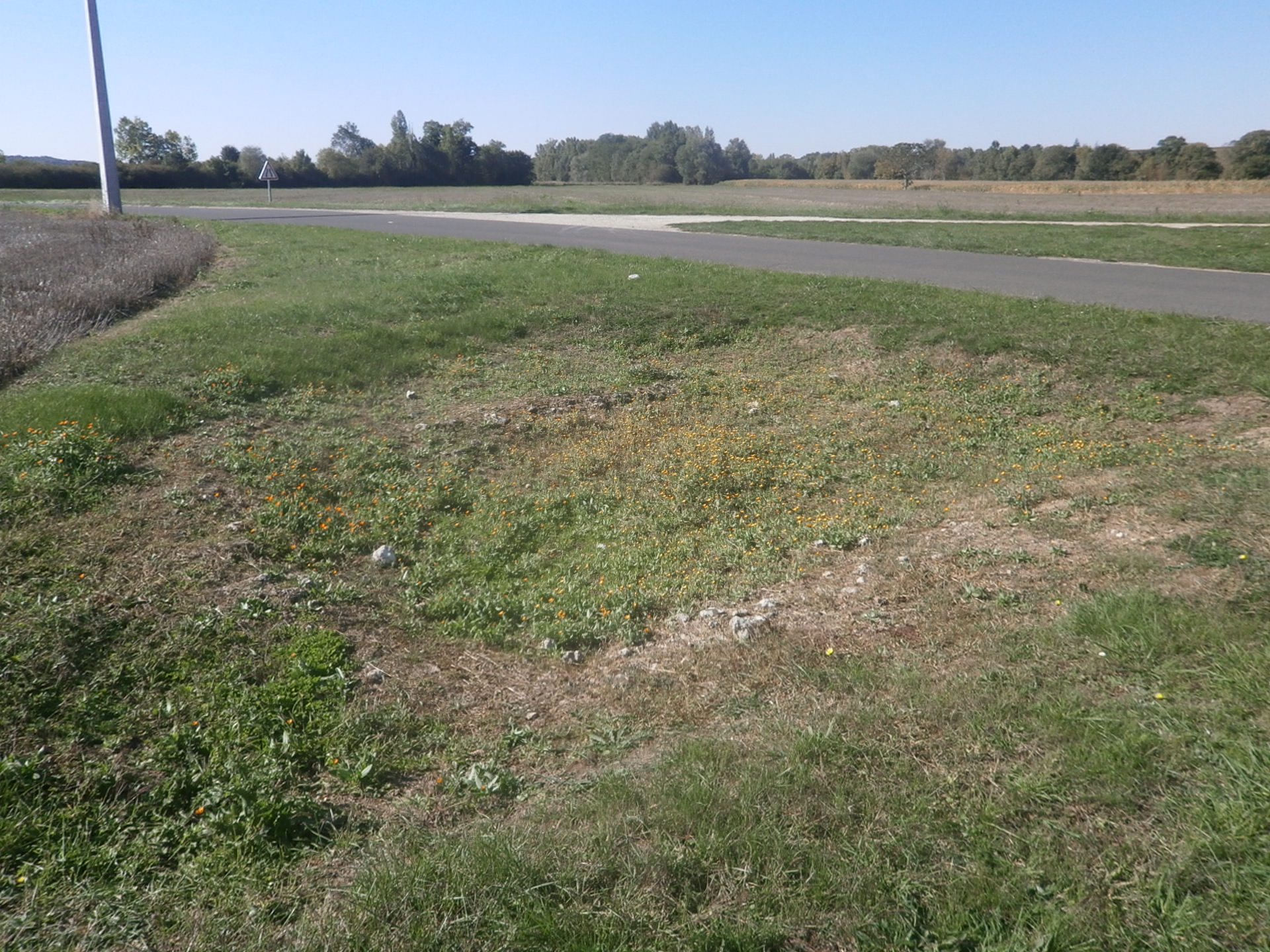
Vue du bassin vers le nord-ouest.

### Les activités artisanales

#### Poterie et céramique

##### Les fours

Schéma simplifié d'un four de potier antique de type « à sole ».

Le site de Tasciaca a développé une importante activité de poterie (céramique et amphores vinaires), comme en témoignent les nombreux fours de potiers retrouvés sur les deux rives du Cher, avec toutefois une concentration plus importante sur la rive gauche (la Soler puis les Bordes, de construction plus tardive), au regard des données disponibles,. L'existence de vingt-trois fours est attestée, et la présence d'une vingtaine d'autres est supposée.
Tous ces fours sont du type à sole, dans lequel les poteries à cuire sont disposées sur une sole de cuisson perforée et chauffée par-dessous. Une voûte en maçonnerie ou en argile recouvre le four ; elle est détruite après la chauffe pour permettre de récupérer les poteries cuites puis reconstruite pour la chauffe suivante, si l'état général du four ne justifie pas son abandon. La durée limitée d'exploitation des fours de ce modèle peut expliquer en partie leur nombre important à Tasciaca ; trois d'entre eux, construits puis démolis successivement, se superposent au même emplacement. L'étude plus précise de quatorze des fours de Pouillé montre qu’ils sont de dimension variable, le diamètre de la chambre de combustion allant de 1,05  à   1,98 m ; et qu'au moins quatre d'entre eux sont disposés en groupe.
Ayant fonctionné sur une période de 100  à   150 ans, les fours utilisent des ressources locales : argile extraite à proximité, eau du Cher et combustible prélevé dans les bois de Pouillé.

##### Les productions locales

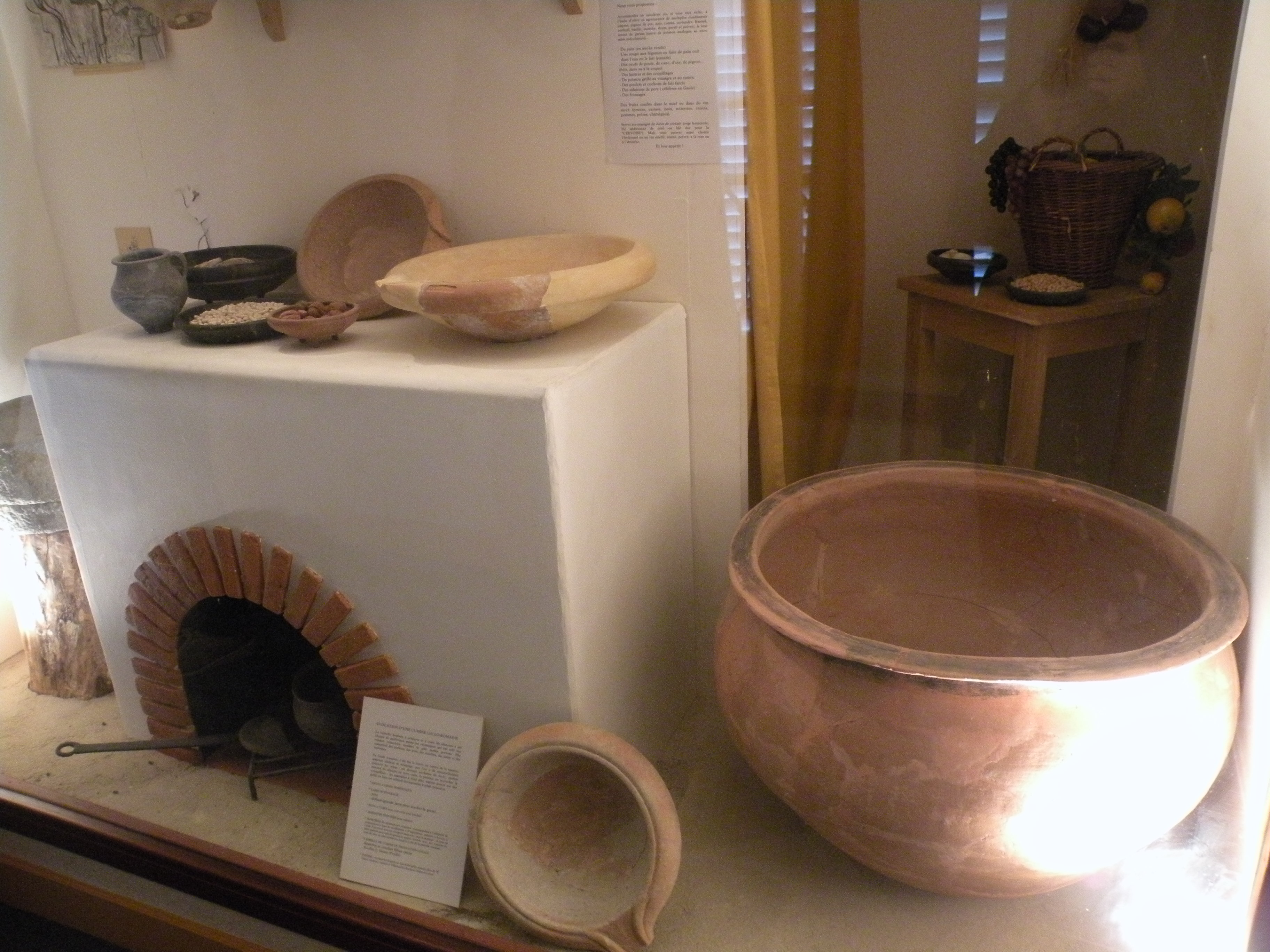
Productions de céramiques des ateliers de Thésée (musée de Thésée).

Les fours de potiers de Tasciaca produisent essentiellement des objets en céramique commune ; 70 % des tessons de poteries de production locale retrouvés sont de ce type. Dès le milieu du Ier siècle, les fours produisent assiettes, jattes, vases et pots. Le perfectionnement des techniques fait émerger une production de mortiers, cruches à col mouluré, les types les plus récents comme les plus anciens étant fabriqués jusqu'au milieu du IIIe siècle.

| Localisation sur la carte de France. · Jublains · Rezé · Angers · Mazières-en-Mauges · Bourges · Argenton-sur-Creuse · Vallée de la Creuse · Néris-les-Bains · Cinq-Mars-la-Pile · Thésée |

Une activité de production d'amphores est également attestée dans la seconde partie du Ier siècle, certains tessons étant retrouvés dans le comblement d'anciens fours de cuisson. La fabrication d'amphores confirme la présence d'un bassin de production viticole autour de Thésée, comme c'est le cas à Mougon (Indre-et-Loire), en Vendée, en Bourgogne ou en Rhénanie où le lien entre ces deux activités a pu être fait et l'essor de la viticulture a pu être un élément déterminant dans le développement de l'artisanat céramique à Tasciaca.
Les productions de céramique commune du site de Tasciaca semblaient avoir eu une distribution assez locale lorsque les fouilles ont été faites dans les années 1970, mais la découverte en 2005 de tessons de poteries sur le site de la pile de Cinq-Mars, à 64 km à l'ouest de Thésée à « vol d'oiseau », vient tempérer cette appréciation. Les céramiques en provenance des ateliers de Tasciaca paraissent être distribuées dans les vallées du Cher et de la Loire, en aval comme en amont du site de production ; si les produits eux-mêmes ne sont pas commercialisés, ce sont les techniques de fabrication mises au point à Tasciaca qui semblent en tout cas essaimer vers d'autres sites.
Même si aucun atelier n'est encore découvert, la production de tuiles à Tasciaca est certaine, mais les débris retrouvés sont trop fragmentés pour être caractérisés et datés. Des pesons de métier à tisser, peut-être en provenance des fours de Pouillé, sont également présents.

##### Les produits «d'importation»
Tasciaca se livre aussi à la revente de céramique sigillée « de luxe » en provenance d'autres sites de production, la péninsule italienne dès le début de notre ère, mais surtout des ateliers de Gaule centrale (Lezoux) à la même époque et méridionale comme La Graufesenque ou Banassac quelques décennies plus tard,.

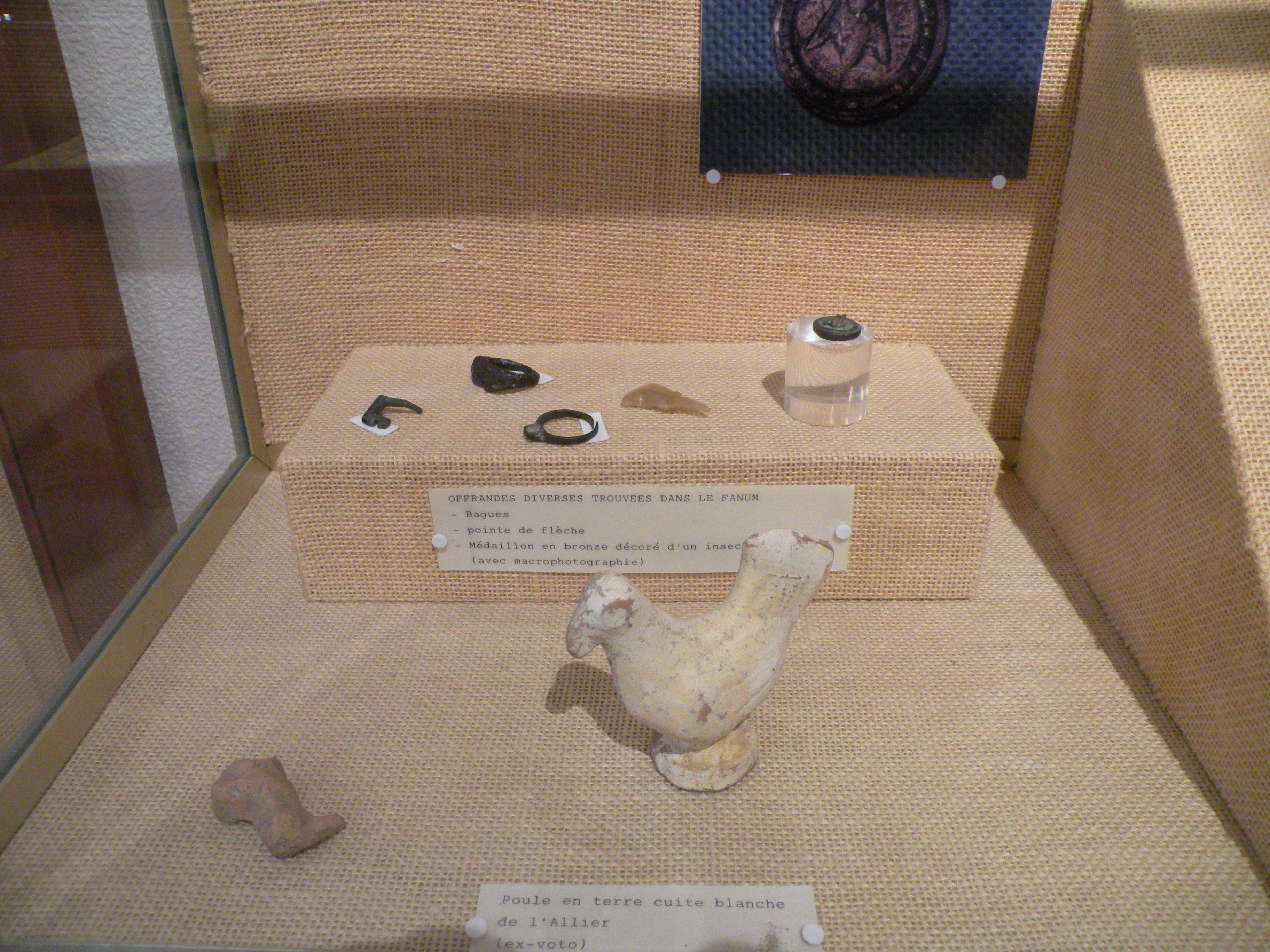
Figurine représentant une poule (musée de Thésée).

Le site a également livré des tessons de céramique fine, principalement des pots, gobelets et coupes, dont la production dans des ateliers du sud-ouest, de Bourgogne (« type Beuvray »), de la vallée de la Loire et de l'Allier est attestée dès le début de notre ère. Par contre, les productions issues de l'est de la Gaule ne semblent pas représentées à Tasciaca.
À côté des productions locales, quelques amphores italiques de la fin du Ier siècle av. J.-C. sont également identifiées, ainsi que des objets ou figurines à caractère votif, comme trois statuettes incomplètes de Vénus vraisemblablement issues d'un atelier de l'Allier et une poule en terre cuite d'un type connu mais dont la provenance ne peut être déterminée.

#### Verrerie et bijouterie

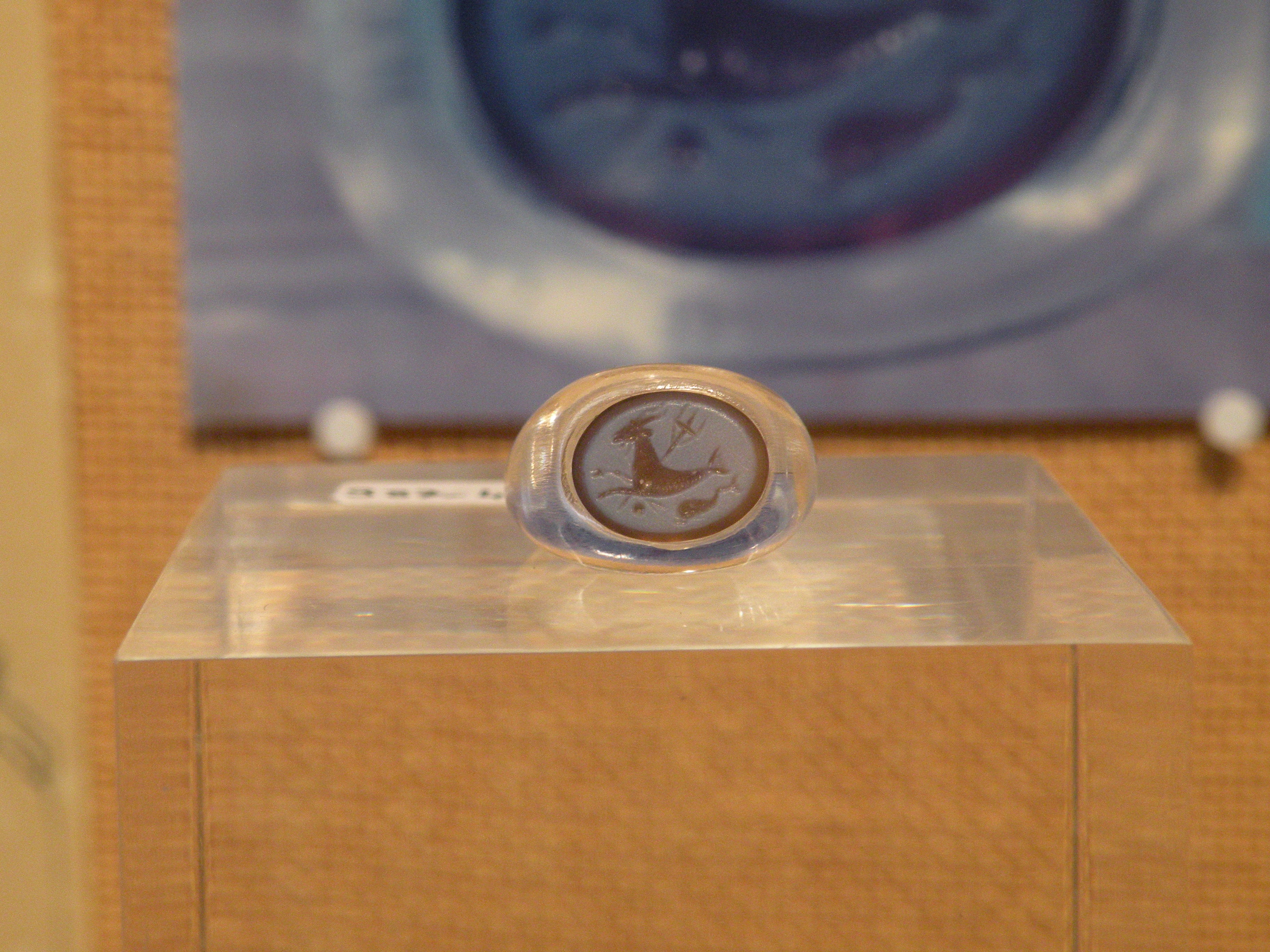
Intaille « au capricorne » (musée de Thésée).

Les fouilles anciennes dans le secteur artisanal de Pouillé et les prospections plus récentes sur les pôles de Thésée et de Monthou-sur-Cher révèlent la présence d'objets en verre datables des trois premiers siècles de notre ère. À Pouillé, ils sont parfois accompagnés d'amalgames de verre fondu, ce qui impliquerait leur fabrication sur place. À Thésée, les fragments d'un four associés à des déchets de verre fondu parfois mêlés d'argile semblent indiquer l'existence d'un atelier de verrier.
Les objets retrouvés sont principalement des ustensiles liés au service de table (coupes, bols, gobelets, bouteilles et vases). Quelques bijoux en verre (auxquels sont parfois associées des pierres fines comme l'agate), perles et bagues, sont également présents. Comme pour les autres objets manufacturés, les artéfacts retrouvés à Tasciaca combinent productions supposées locales et objets provenant d'ateliers répartis sur une très large zone géographique, et même parfois lointains (bol fabriqué en Italie du nord) selon la nomenclature établie par Clasina Isings.

#### Métallurgie

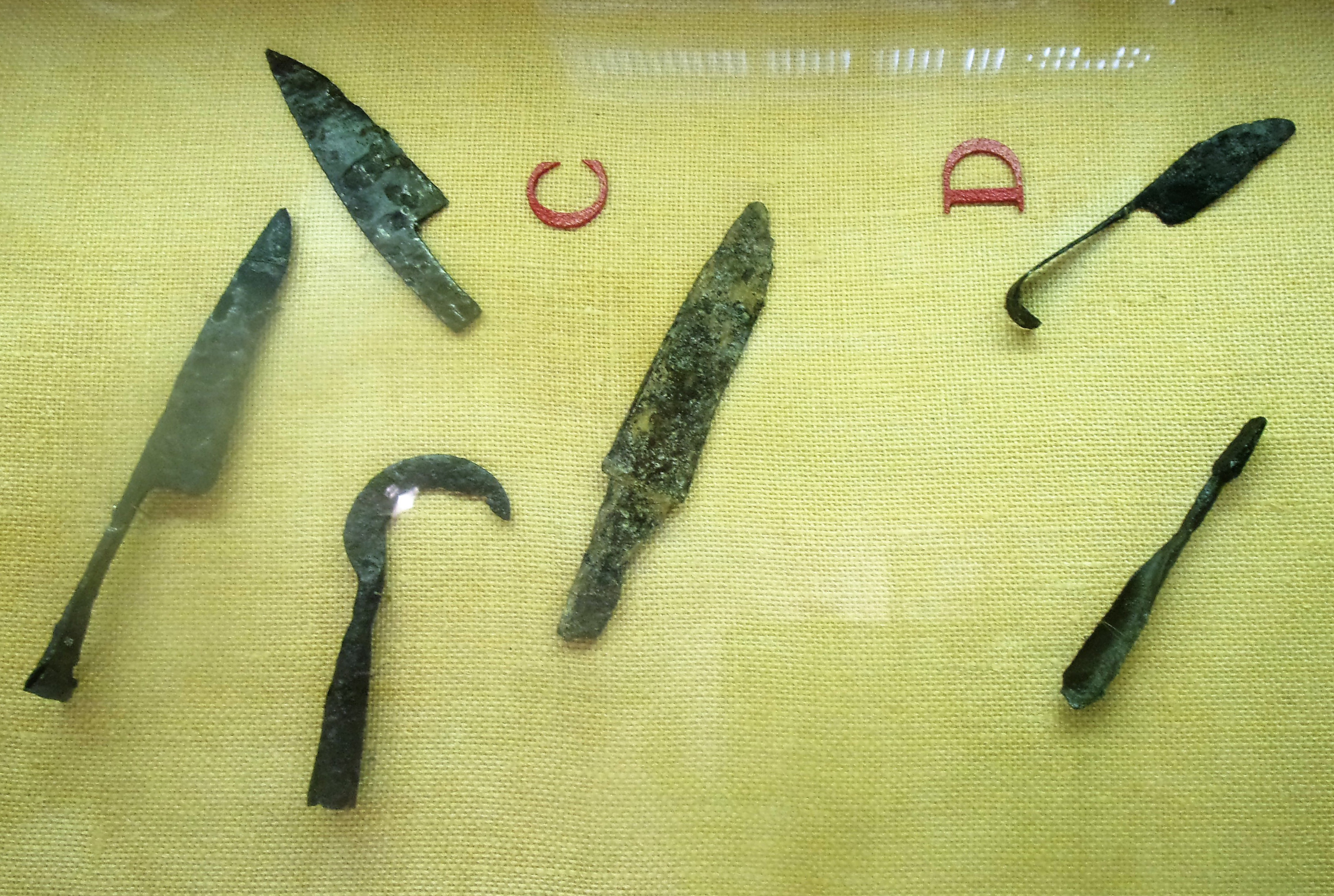
Outils agricoles (musée de Thésée).

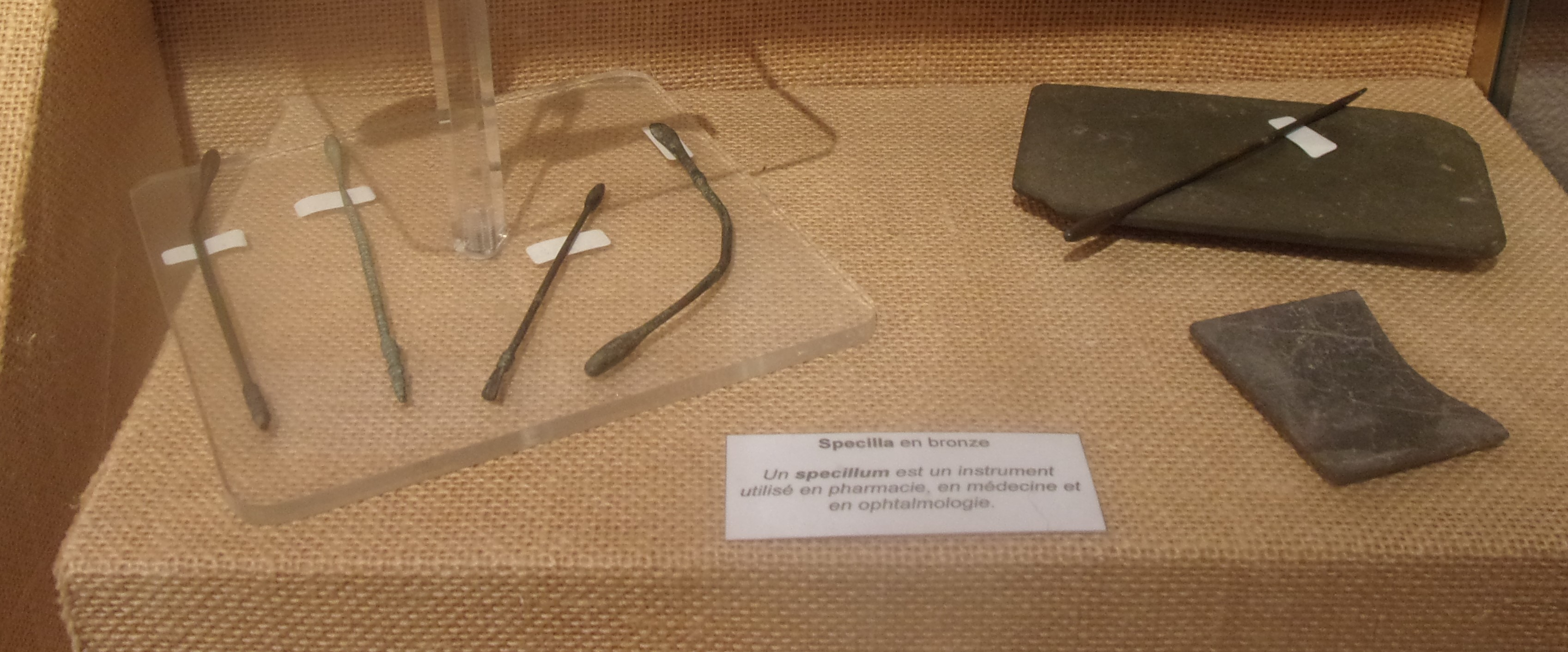
Specilla (instruments de médecine et d'ophtalmologie) (musée de Thésée).

Des activités de métallurgie sont également attestées par la présence d'importants déchets métalliques — certains blocs de scories pèsent 2 kg — retrouvés à Pouillé, même si aucun équipement de forge n'est formellement identifié. Le minerai de fer ne semble pas présent dans l'environnement de Tasciaca et la provenance de celui travaillé sur place est inconnue.
Les outils manufacturés, retrouvés presque exclusivement sur la rive gauche du Cher, sont principalement des objets utilitaires, des fibules, mais également des ustensiles de soin corporel (spatules, pince à épiler, cure-oreille) ou de médecine (specilla en bronze), des outils agricoles (serpettes), des pièces de harnachement ou de serrurerie. Quelques objets de piété, comme des ex-voto en forme d'yeux, sont également mis au jour — certaines fibules ont probablement fait l'objet de dépôts à caractère votif. Il s'agit, pour l'ensemble de ces objets, de productions locales ou de pièces « d'importation » (Aquitaine, Bourgogne, Suisse, Germanie).
Une statuette, représentant une chouette en bronze haute de 4 cm fait exception, puisqu'elle provient d'une fouille dans une fosse-dépotoir du bourg de Thésée, à proximité d'un four de potier. Cette statuette a été volée en 1975,.

### Des aménagements à la fonction mal définie

#### Monthou-sur-Cher

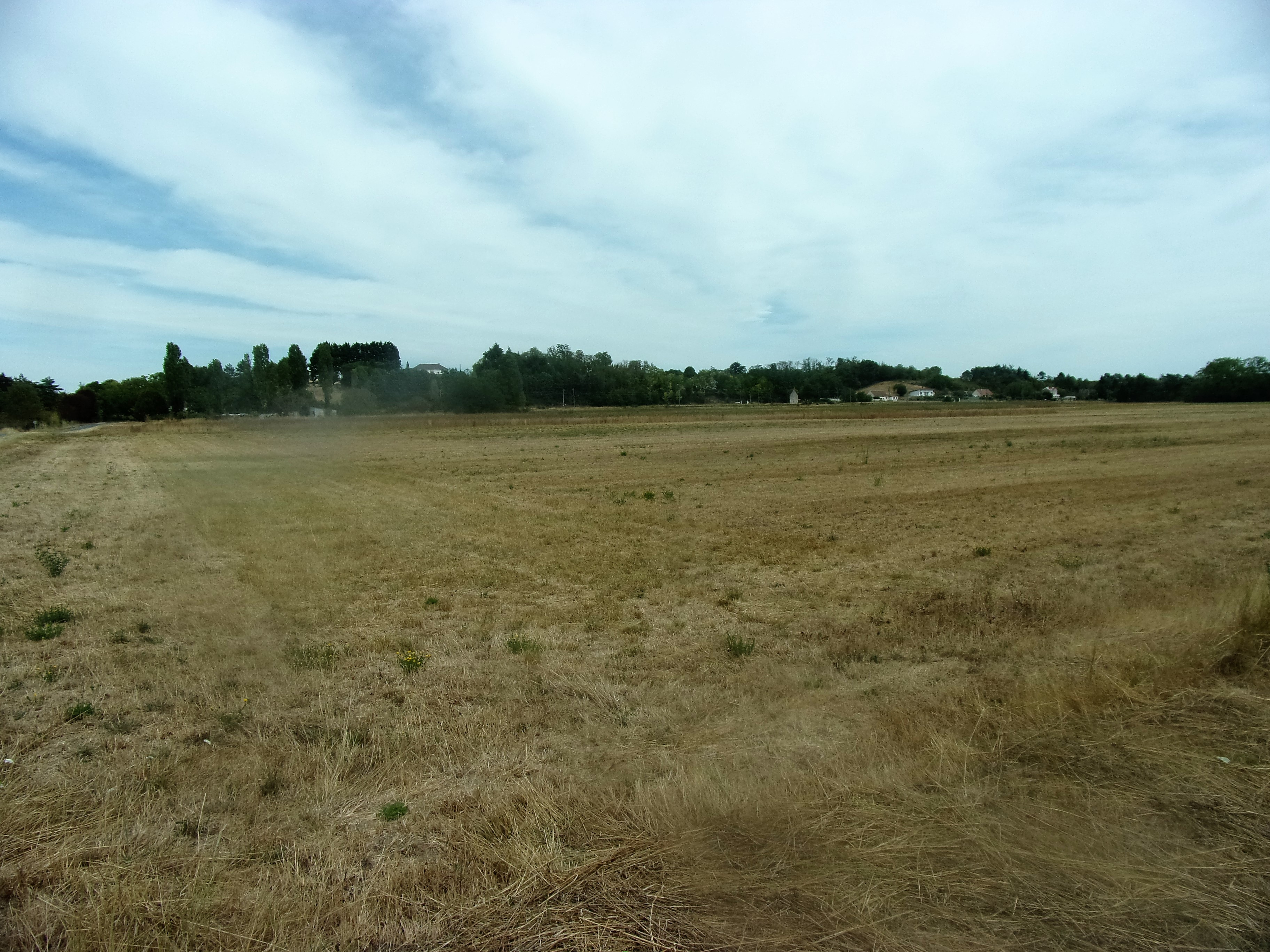
Le site du Moulin du Ru à Monthou-sur-Cher.

Sur la commune de Monthou-sur-Cher, au lieu-dit le Moulin du Ru, Louis de La Saussaye signale, après des fouilles réalisées entre 1830 et 1840, tout un ensemble de structures qu'il attribue « à une localité de quelque importance » ou à « la villa d'un habitant de l'antique Thésée ». Ces vestiges sont également signalés lors d'une visite sur place d'archéologues et d'érudits en 1853. La construction de la route royale de Tours à Vierzon, devenue la D 976 (1834), celle de la ligne de chemin de fer de Vierzon à Saint-Pierre-des-Corps (1869) et le relèvement général du sol dans le secteur pour prévenir les effets des crues (fin du XIXe siècle) remodèlent fortement le site. Les anciens apports de limons par les crues, les remembrements ainsi que le creusement puis le comblement d'un bassin de pisciculture ont contribué à bouleverser les sols de ce secteur, qui est de plus largement boisé à l'époque contemporaine.
C'est le programme d'investigations initié en 2003 sur une large zone géographique qui met en évidence trois ensembles de structures — aucun vestige n'en est visible au sol — sur une superficie totale d'environ 13 ha. Le premier, difficilement lisible, pourrait correspondre à plusieurs bâtiments juxtaposés ou un seul compartimenté. Au nord de cet ensemble deux traces linéaires parallèles suggèrent la présence d'une voie, peut-être Bourges-Tours. Le second ensemble montre un grand bâtiment cloisonné d'au moins 100 × 30 m dont l'une des pièces était peut-être le foyer de thermes. Le troisième et dernier ensemble pourrait correspondre à l'emprise d'un fanum. Un important mobilier (céramique, verre, objets métalliques) est retrouvé sur l'ensemble du site ; ces objets sont datés de l'époque gauloise jusqu'au début du IVe siècle. Enfin, de grands blocs de mortier (briques concassées et ciment de liaison) en remploi dans des constructions modernes peuvent être d'origine antique. L'ensemble de ces vestiges pourrait correspondre à un hameau situé entre la voie romaine et le Cher, bien que les bâtiments ne semblent pas orientés sur la voie, comme c'est généralement le cas. La présence du possible quai antique, entre le Moulin du Ru et les Mazelles, établit une continuité géographique de l'occupation de ce secteur.

#### Pouillé
| - Vestiges de bâtiments à la fonction indéfinie (Pouillé). - Statuette en calcaire (musée de Thésée). |

Sur la rive gauche du Cher, outre le sanctuaire (fanum, bassin et peut-être puits) et les fours de potiers, se trouve un vaste ensemble de murs identifiés en 1973. Ils bordent la voie antique et la superficie connue de tout cet ensemble est d'environ 6 ha. Les deux principaux édifices de ce complexe sont des bâtiments rectangulaires mesurant 48,10 × 14,80 et 29 × 12 m. Contigus par l'un de leurs plus grands côtés, ils comportent des cloisons et sont pourvus de caves en sous-sol qui ont livré de nombreux objets probablement votifs, dont une statuette en calcaire représentant un pâtre qui tient dans sa main une flûte de Pan.

Plan schématique des grands bâtiments (les constructions antérieures ne sont pas représentées).

Leurs grandes dimensions (comme les bâtiments d'une villa), leur présence près de la zone des fours (comme des entrepôts) et la présence d'objets votifs dans leurs caves (comme des édifices dont au moins une partie a une vocation cultuelle) sont autant d'éléments apparemment non concordants qui ne permettent pas de leur attribuer une affectation précise.
Sous le sol de ces bâtiments se trouvent les vestiges de constructions plus anciennes, orientées de manière identique, dont la nature précise et la fonction sont inconnues, mais de nombreux fragments de poteries gauloises sont retrouvées dans cette strate. L'examen de clichés aériens ainsi que les prospections électrique et magnétique révèlent également la présence d'autres structures de grande dimension (au moins 40 m de long pour l'une d'entre elles), dont les vestiges semblent très dégradés, de part et d'autre des bâtiments déjà fouillés dans les années 1960 et 1970. Certaines d'entre elles sont peut-être également destinées au stockage des poteries.

#### Thésée
L'accès à d'éventuels vestiges antiques dans le bourg de Thésée lui-même se heurte aux habituels obstacles de l'archéologie urbaine : vestiges potentiels enfouis sous de multiples strates anthropiques plus récentes, zones de fouilles de faible surface résultant souvent d'opportunités, délai très court pour leur examen,. C'est ainsi que des vestiges de constructions gallo-romaines sont signalés dans le bourg ; il s'agit d'un four de potier, de fosses dépotoirs et d'autres vestiges qui n'ont pu être caractérisés. Les recherches récentes ont mis en évidence la présence d'un important mobilier (terres cuites architecturales, tessons de poterie, pâte de verre). Le mobilier est fréquent au plus près du Cher, de plus en plus rare au fur et à mesure qu'on s'en éloigne.

### Des équipements publics à découvrir

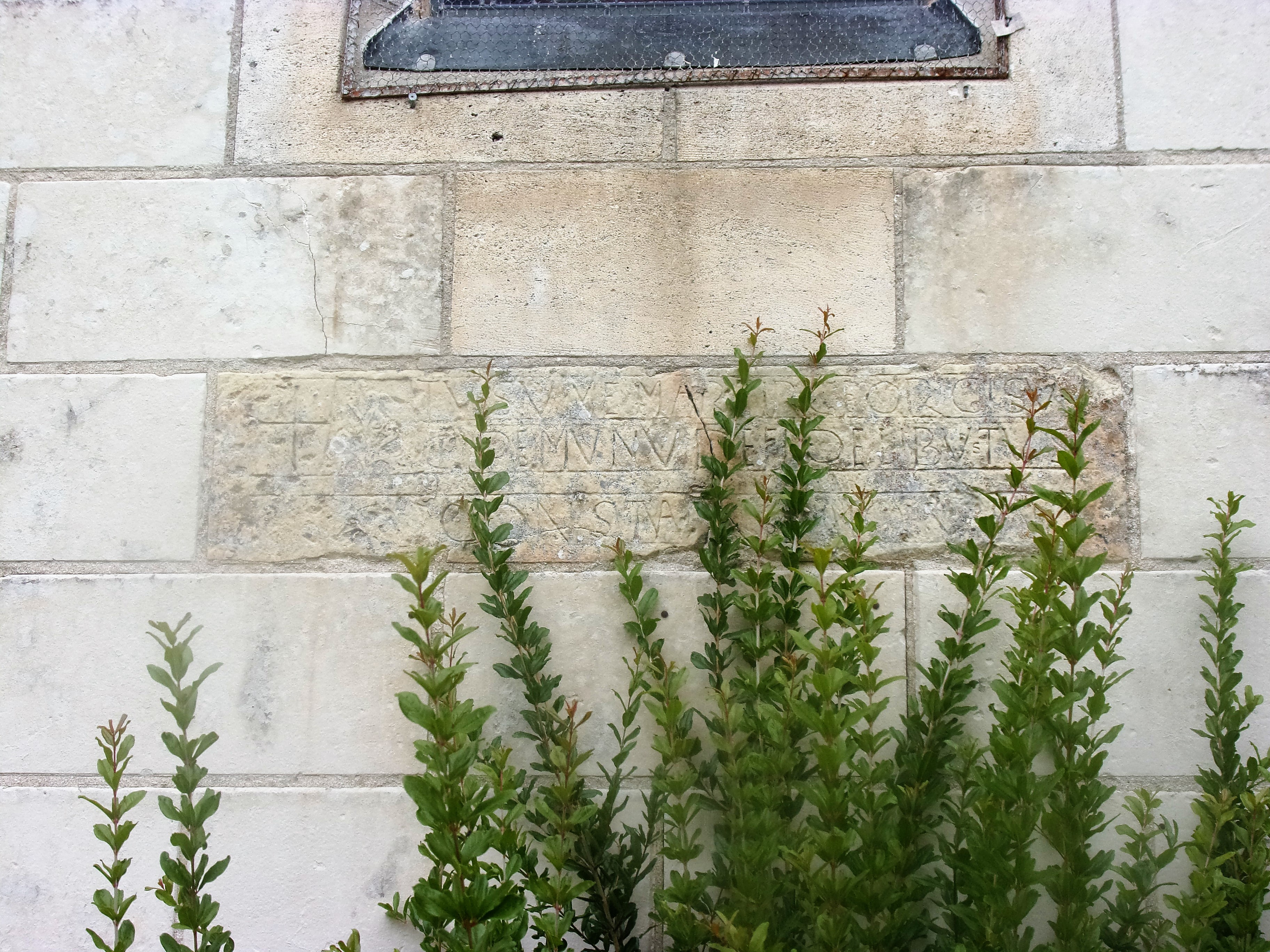
Bloc gravé carolingien en remploi dans l'église Saint-Georges de Thésée.

En l'état des connaissances disponibles au XXIe siècle, aucun bâtiment ou aménagement à usage public (forum, thermes, grand temple public, dispositif d'alimentation en eau), n'a été identifié sur le site de Tasciaca, même si la qualité de la maçonnerie de l'ensemble des Mazelles pourrait faire entrer ces bâtiments dans ce corpus. L'existence d'une nécropole pose également question : des sépultures à inhumation isolées sont découvertes, sans indice d'une concentration en un lieu donné et sans possibilité de datation, en raison de leur mauvais état de conservation.
Le cœur de cette agglomération secondaire, qui regrouperait un ou plusieurs de ces monuments, reste à localiser, s'il existe. Il est possible qu'il se soit trouvé sous le village actuel de Thésée, où se rencontre la plus forte concentration de vestiges et de mobilier sur la rive droite ; seule l'absence de fouilles d'ampleur dans ce secteur serait alors responsable de cette lacune dans la connaissance topographique du site antique. Le fait que, parmi les pôles actifs sous l'Antiquité, seul celui de Thésée ait survécu et se soit développé au Moyen Âge donne également du sens à cette hypothèse, mais aucun indice ne vient la confirmer.

## Fonctions de l'agglomération secondaire
L'existence sur le site de Tasciaca d'une agglomération secondaire, dont l'importance et l'emprise croissent au gré des découvertes archéologiques, ne fait plus de doute, mais sa fonction reste discutée. Cette incertitude est entretenue par le manque d'informations concernant le cœur de l'agglomération, le caractère ponctuel des études les plus anciennes, la fragilité des hypothèses formulées au sujet du secteur du Moulin du Ru à Monthou-sur-Cher et l'ignorance de la fonction exacte du complexe des Mazelles, qui semble pourtant être un aménagement majeur de l'agglomération.

### Un centre de production et de commerce attesté
Tasciaca est, au moins entre la seconde moitié du Ier et le début du IIIe siècle, un pôle important de production de céramique, de verrerie et de métallurgie. La capacité de production des fours de Thésée-Pouillé dépassant largement les besoins locaux, il est certain que l'agglomération est en outre le siège d'un commerce important le long du Cher, pour les produits de Tasciaca, poterie entre autres, mais aussi les productions « importés » d'autres sites (Lezoux, La Graufesenque) puis revendus.

### Des fonctions administratives, politiques et cultuelles probables
La mention de Tasciaca sur la table de Peutinger implique l'existence d'une station routière ; rien ne permet d'attribuer avec certitude cette fonction au complexe des Mazelles. Au-delà, les pièces de mobilier retrouvées, notamment à Pouillé (hipposandales, mors, pièces de harnais), boîtes à sceaux peut-être liées au courrier impérial, militent pour attribuer à cette agglomération un rôle pressenti comme important au-delà de sa fonction commerciale, sur la voie antique de Bourges à Tours, le long du Cher alors navigable et aux limites de trois civitates. La nature de ce rôle, unique ou plus vraisemblablement multiple (administratif, fiscal, politique), demande à être précisée,.
Au sud du Cher, la présence du sanctuaire de Pouillé pourrait être liée au culte d'une divinité guérisseuse non identifiée, particulièrement en ce qui concerne les soins ophtalmiques, en association avec une officine dispensant ces soins, ce que suggèrent le matériel et les ex-voto retrouvés sur place,.

#### Publications spécifiquement consacrées àTasciaca
- Ouvrage collectif, Fouilles et méthodes archéologiques en Loir-et-Cher : Thésée-la-Romaine et Pouillé, château de Blois, 4 décembre 1982-20 janvier 1983, exposition réalisée avec le concours de l'Université de Paris-Sorbonne, Blois, Conservation du château et des musées de Blois, 1982, 136 p.
- Ouvrage collectif, Le site archéologique de Thésée-Pouillé. Les fours de potiers de Tasciaca, Thésée, Les amis du musée de Thésée-Pouillé, 1998, 17 p.
- Jacqueline Cadalen-Lesieur, « Thésée-Pouillé (Loir-et-Cher), l'agglomération antique », dans Élizabeth Zadora-Rio (dir.), Atlas Archéologique de Touraine : 53e supplément à la Revue archéologique du Centre de la France, Tours, FERACF, 2014 (lire en ligne [PDF]).

Emprise connue du site de Tasciaca reportée sur un plan moderne.

- Jacqueline Cadalen-Lesieur (dir.), « Nouvelle approche de l'agglomération antique de Tasciaca (Thésée, Pouillé, Monthou-sur-Cher, Loir-et-Cher) », dans Christian Cribellier (dir.), Agglomérations secondaires antiques en région Centre-Val de Loire (Volume 4) : 64e supplément à la Revue archéologique du Centre de la France, Tours, FERACF, 2016, 164 p. (ISBN 978-2-9132-7250-7), p. 9-99.
- Gaston Cœuret, « La céramique commune de l'atelier de Thésée-la-Romaine », Revue archéologique du Centre de la France, nos 3-4,‎ 1977, p. 325-337 (DOI 10.3406/racf.1977.2106).
- David Guitton, Jean-Louis Tilhard et Richard Delage, « Sigillée du groupe Centre-Ouest : état des lieux », dans Actes du congrès de Poitiers, Université de Poitiers, mai 2012, Marseille, SFECAG, décembre 2012, 480 p., p. 167-179.
- Élisabeth Latrémolière, « Thésée-Pouillé (Loir-et-Cher) », dans Michel-Édouard Bellet, Christian Cribellier et Alain Ferdière (dir.), Agglomérations secondaires antiques en région Centre (Volume 1) : 17e supplément à la Revue archéologique du Centre de la France, Tours, FERACF, 1999 (ISBN 2-9132-7203-7, lire en ligne), p. 179-186.
- Évelyne Mornat, Thésée, le monument des Maselles : mémoire de maîtrise, Paris, université de Paris-Sorbonne, 1997, 63 p.

#### Publications consacrées à l'archéologie et l'histoire antique
- Gérard Coulon, Les Gallo-Romains, Paris, Errance, coll. « Civilisations et cultures », 2006, 219 p. (ISBN 2-87772-3313, BNF 40175060).
- Isabelle Fauduet, Les temples de tradition celtique en Gaule romaine, Paris, Errance, 1993, 159 p. (ISBN 978-2-8777-2074-8).
- Michel Provost, Carte archéologique de la Gaule - 41. Loir-et-Cher, Paris, Académie des inscriptions et belles-lettres, 1988, 159 p. (ISBN 978-2-8775-4003-2).
- (en) Charles Roach Smith, Note on some of the antiquities or France, made during a fortnight's excursion in the summer of 1854, Londres, chez l'auteur, 1854, 40 p., p. 2-7.
- Émilie Roux, Approche qualitative et quantitative de l'usage du mobilier non céramique dans les agglomérations (IIe s. av. J.-C. - IIIe s. apr. J.-C.) : l'exemple des territoires turon, biturige et carnute : thèse de doctorat en archéologie / préhistoire, vol. I, II et III, Tours, Université François-Rabelais, 2013, 375, 344 et 65 (lire en ligne [PDF]).
- Élizabeth Zadora-Rio (dir.), Atlas archéologique de Touraine : 53e Supplément à la revue archéologique du Centre de la France, Tours, FERACF, 2014 (ISSN 1760-5709, lire en ligne [PDF]).